# Collezione di Niccolò Maria Pallavicini

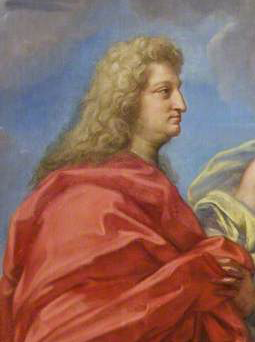
Niccolò Maria Pallavicini (dettaglio del Tempio delle arti di Carlo Maratta)

La collezione di Niccolò Maria Pallavicini è stata una collezione d'arte nata a Roma nel Seicento e appartenuta all'eponimo marchese e banchiere genovese.
La raccolta era una delle più grandi a gestione personale della città, paragonabile per importanza a quelle del cardinale Francesco Maria Del Monte, di Ottavio Costa e di Cassiano dal Pozzo. La collezione era ricca di opere del Seicento romano, soprattutto di matrice classicista, di cui Carlo Maratta assunse il ruolo di pittore prediletto del nobile genovese, presente con ben oltre trenta sue opere all'interno del catalogo.
Niccolò era cugino di Maria Camilla Pallavicini, nipote del cardinale Lazzaro, titolari anche loro di una importante collezione d'arte di famiglia, cui quella del nobile non confluì poiché alla sua morte nel 1714 questa fu smembrata e alienata nel mercato europeo, in particolare in quello inglese.

## Storia

### Seicento

#### La formazione culturale in Francia (ante1675)
Niccolò Maria nasce nel 1650 quale figlio illegittimo di Carlo (1612-1668), che però alcuni mesi dopo la nascita lo riconobbe assegnandogli il proprio cognome, e Selvaggia Centurione. Nel 1663 Carlo stila testamento in cui assegna l'eredità ai due figli, Niccolò Maria per l'appunto e Nicola Saverio, secondogenito, cosa che si concretizzerà di fatto nel 1668 alla morte di Carlo. Nel 1675 Niccolò Maria acquista il titolo di marchese, cosa che determinerà la gelosia da parte di Nicola Saverio il quale farà causa impugnando l'intera donazione fatta dal padre anni prima. Il risultato fu che Niccolò si fece da parte, non tanto perché lo decise il Tribunale, che invece si pronunciò in suo favore, ma perché gli furono proposti dei corrispettivi in denaro come contropartita.

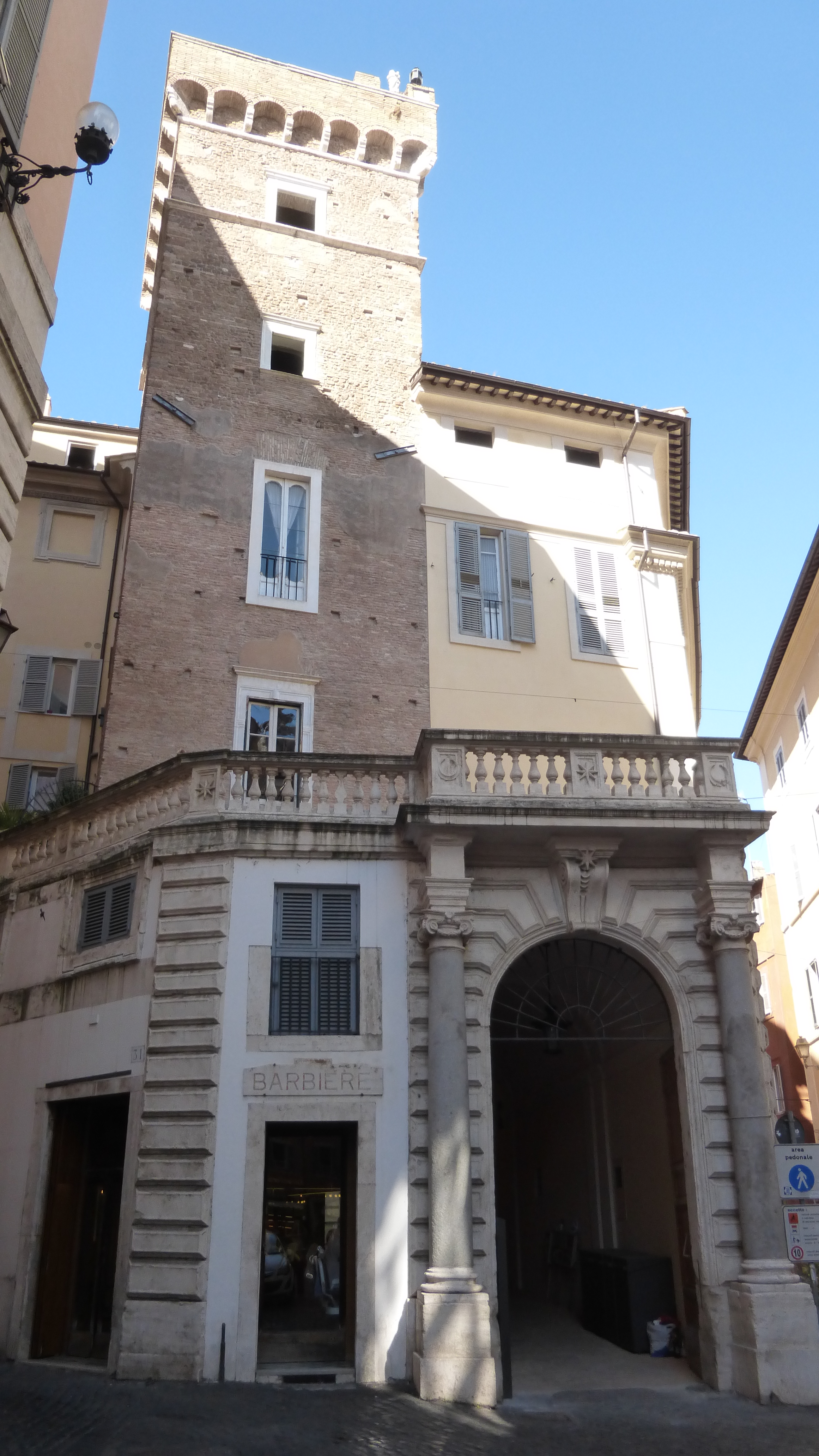
Il presunto palazzo all'Orso di Roma (di fianco alla Torre dei Frangipane), dimora romana del marchese Niccolò Maria Pallavicini

Visto un clima familiare non proprio agevole, il Pallavicini trascorre la sua formazione personale fuori Genova, a Parigi, dato che si evince da alcune missive che gli destinavano gli zii da Roma, il cardinale Lazzaro e Giovanni Stefano. In Francia Niccolò accrebbe il suo status culturale iniziando a costituire una ricca biblioteca e acquisendo le prime opere d'arte per la nascente collezione artistica. Una delle prime opere entrate a far parte della collezione è una scena di Battaglia di Charles Le Brun.
Nel frattempo l'uomo diventa importante finanziere e uomo d'affari, affermato e riconosciuto sia in Francia che in Italia, dove vi si recherà nel 1675 a Genova, venendo iscritto nello stesso anno nei Libri dei nobili genovesi della Repubblica.
Vista la ricchezza e il blasone che oramai aveva ottenuto, l'uomo, spinto anche dagli zii a Roma, decide di seguirli nella città pontificia per cercare definitiva consacrazione sociale.

#### L'arrivo a Roma (1676)
Nel 1676 Niccolò Maria è registrato a Roma, durante il pontificato di Clemente X Altieri, grazie al quale la città era in fermento artistico con una degna chiusura della stagione barocca, di cui la costruzione della cappella della famiglia del papa a San Francesco a Ripa dedicata a una ava, Ludovica Albertoni, di cui la celebre scultura del Bernini e la pala d'altare del Baciccio, e grazie al sontuoso palazzo adiacente alla chiesa del Gesù, affrescato magistralmente da Carlo Maratta, pittore che diventerà protetto del Pallavicini.
Tre saranno le figure più influenti nei primi anni romani del marchese, in particolare exempla del modo di collezionare opere: il cardinale Camillo Massimo, colto intenditore di statuaria antica, protetto del papa Altieri per il quale fu anche supervisore dei lavori decorativi del palazzo del Gesù, il principe Lorenzo Onofrio Colonna, che fu il fautore della Galleria del palazzo familiare dei Santi Apostoli nel 1678, e lo zio il cardinale Lazzaro Pallavicini, che all'epoca dell'approdo di Niccolò a Roma possedeva già una ricca collezione di famiglia con oltre 200 quadri. Nonostante la figura rilevante che assunse il cardinale nei primi anni romani di Niccolò Maria, l'uomo decise di destinare la collezione familiare Pallavicini col testamento e vincolo fidecommissario del 1679 esclusivamente alla nipote Maria Camilla, figlia di Stefano, estromettendo in toto la prole di Carlo, quindi Nicola Saverio, che muore anch'egli nel 1679 e per l'appunto Niccolò Maria, che dovette quindi muoversi in questo settore autonomamente senza il "supporto" di nessun familiare.

#### Lo sviluppo della collezione (dal 1680)

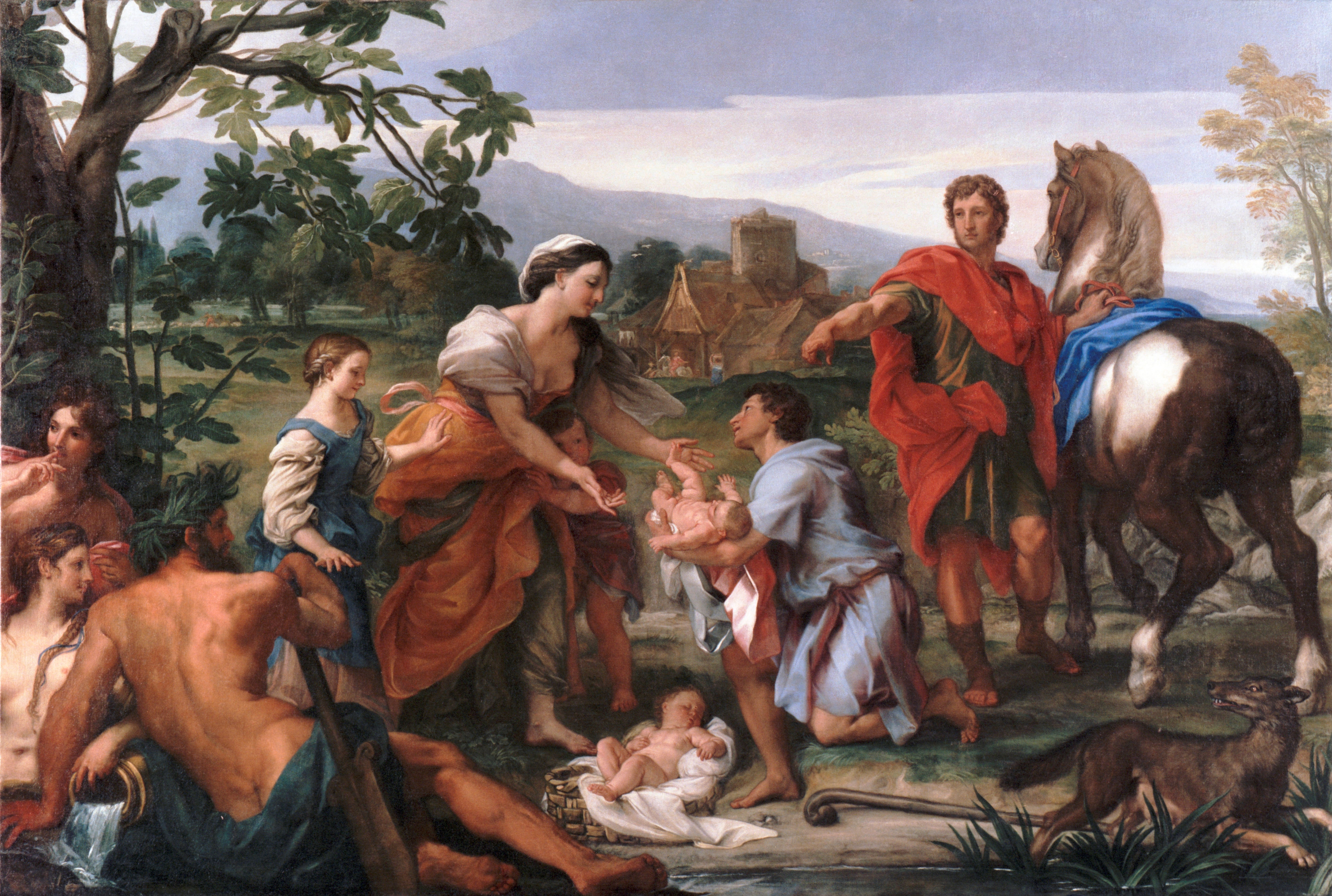
Carlo Maratta, Romolo e Remo esposti sul Tevere

Inizialmente le prime opere raccolte dal Pallavicini richiamavano le sue origini genovesi, con opere di van Dyck, del Grechetto e di Francesco Roos il Vecchio. La svolta verso lo stile classicista la si ha nel 1680, data in cui risalgono le prime commissioni avanzate a Carlo Maratta, al quale viene chiesta la realizzazione di due tele, una che fu in parte eseguita dalla sua bottega, l'altra che fu realizzata nell'arco di ben 12 anni. Nel primo caso rientra il Riposo durante la fuga in Egitto (oggi al palazzo Rosso di Genova), compiuta assieme a Niccolò Berrettoni, nel secondo è invece il dipinto con Romolo e Remo esposti sul Tevere (oggi a Postdam). Questo è solo l'inizio di un sodalizio che durerà tutta la vita tra i due uomini.

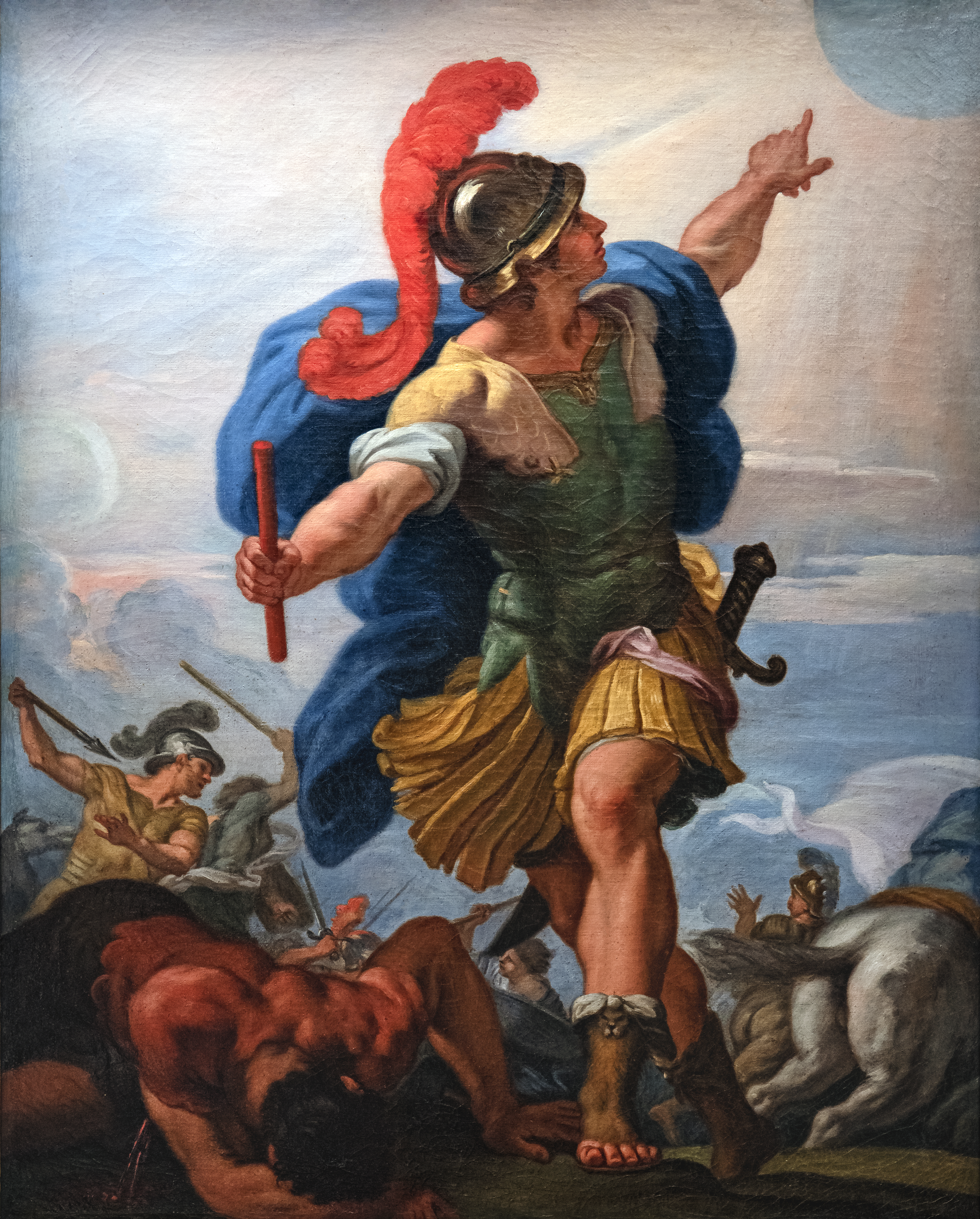
Carlo Maratta, Giosuè indica il Sole e la Luna

Entro la metà degli anni '80 un quartetto di opere con scene bibliche di Maratta viene comperato da Niccolò Maria: si tratta di quadri ispirati ai cartoni preparatori per i mosaici della cupola di San Pietro a Roma. Vengono realizzate quindi la Giuditta e Oloferne oggi al castello di Buckeburg, il Giaele che uccide Sisara dell'Accademia di San Luca a Roma, il Ballo di Miriam di collezione privata romana e infine il Giosuè vittorioso oggi a Tolosa. Ancora, sono acquistate in questo giro di anni dal marchese un San Gioacchino e sant'Anna, già a San Pietroburgo e oggi scomparso, un San Giovanni Evangelista oggi ad Amsterdam, una Madonna col Bambino (cosiddetta dell'Orologio) oggi Kedleston e un'Addolorata simile a quella che qualche anno prima fu compiuta dallo stesso pittore per la collezione Ottoboni di Alessandro VIII.

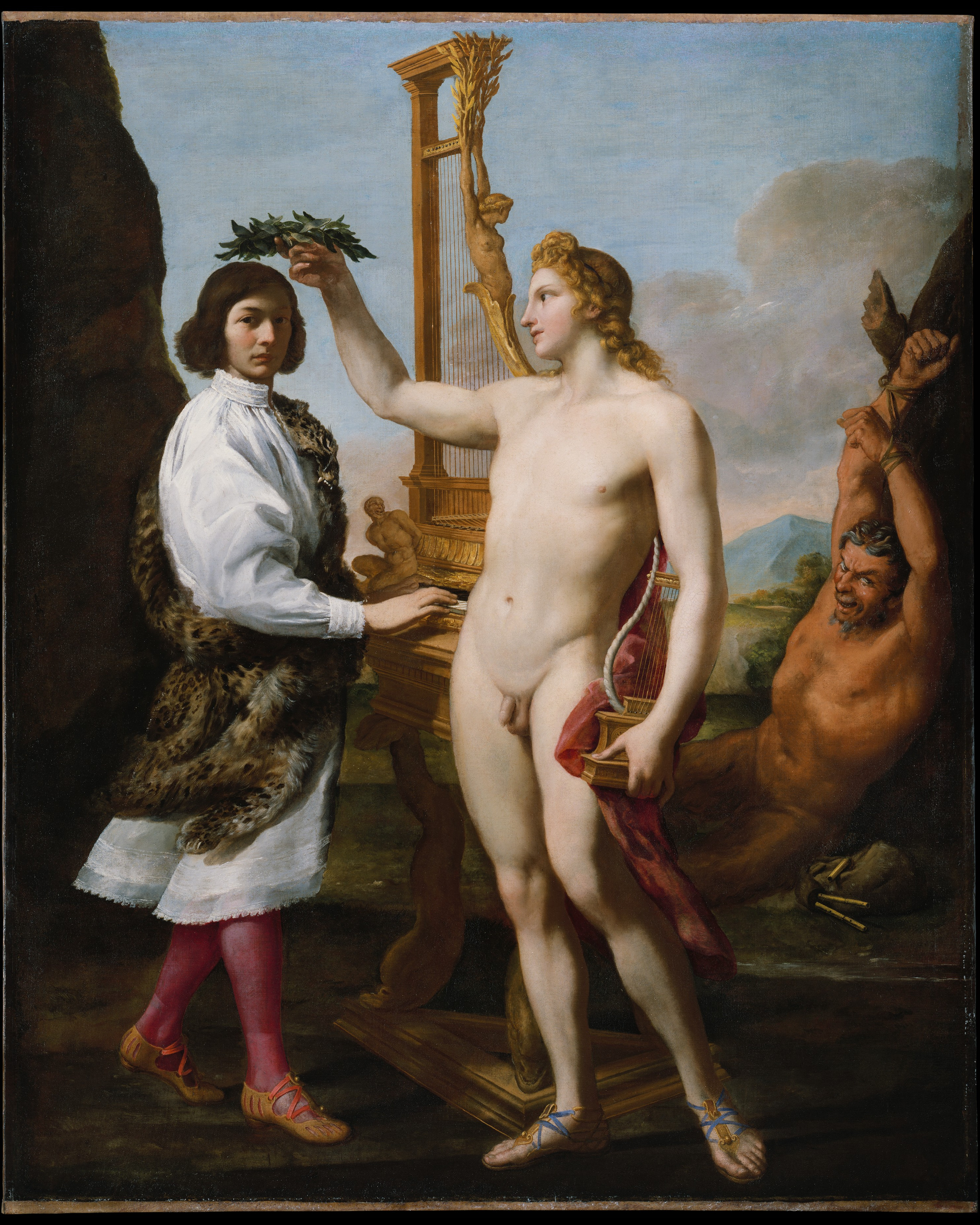
Andrea Sacchi, Apollo incorona il musicista Marcantonio Pasqualini

Le opere vengono commissionate direttamente dal Pallavicini o acquistate da altre illustri collezioni del tempo. Un primo gruppo di opere il marchese le compera alla morte di Camillo Massimo, nel 1677, mentre un altro gruppo perviene invece da quella di Lorenzo Onofrio Colonna, deceduto nel 1689. Altre opere vengono dagli eredi della collezione Rospigliosi, con cui la famiglia Pallavicini di stanza a Roma aveva iniziato a intrecciare i propri legami familiari dal 1670 mediante le nozze tra la cugina Maria Camilla e Giovanni Battista Rospigliosi, mentre la tela di Andrea Sacchi con il Ritratto del musicista Marcantonio Pasqualini incoronato da Apollo nel 1697 viene acquisita su intermediazione del Maratta dalla collezione Barberini (oggi al MET di New York).
Gli acquisti erano mirati e non effettuati solo su base quantitativa: per questo motivo nel 1689 Niccolò Maria rifiuta di comprare in blocco la collezione che Pompeo Azzolino raccolse dallo zio, il cardinale Decio, composta da 275 quadri (ereditati anche dalla raccolta della regina Cristina di Svezia, morta nello stesso anno) più una serie smisurata di medaglie e altri pezzi d'arte minore (la collezione Azzolino fu poi prelevata dal principe Livio Odescalchi).
Sul finire degli anni '80 del Seicento viene commissionato a Giacinto Brandi un grande quadro con le Niobidi, che però oggi non è rintracciato. Stando alle descrizione che ne fa Filippo Baldinucci in occasione della visita al palazzo del marchese pare che il dipinto fosse simile a quello che era nella collezione Gabrielli sita al palazzo Taverna (ex Orsini).
In una lettera datata 1690 e inviata a Domenico Piola il marchese spiega quello che è il suo criterio collezionista, dove si prediligono dipinti di "buon maneggio di pennello", di "buon giudizio" e di opere dal gusto antico ma riviste in chiave moderna a scapito dei naturalisti caravaggeschi. Vengono pertanto preferiti a questi ultimi i pittori di scuola bolognese e classicisti, che assumeranno carattere di colonna portante di tutto il catalogo: nel primo caso rientrano i Carracci (Annibale, Ludovico e Agostino) e Guido Reni, quest'ultimo di cui arriverà a possedere ben sette dipinti; nel secondo rientrano invece Carlo Maratta (primo allievo di Andrea Sacchi), che diventerà il pittore prediletto di Niccolò Maria e suo consulente personale per gli acquisti, e Ciro Ferri (primo allievo di Pietro da Cortona).
Gli artisti maggiormente presenti nella collezione dimostrano che il marchese apprezzava particolarmente quelli che erano i maggiori pittori del primo Seicento romano saliti alla ribalta durante il pontificato Barberini di Urbano VIII, quindi compreso i paesaggisti Claude Lorrain, Gaspard Dughet, il quale figura con venti opere nell'inventario del marchese, e Nicolas Poussin, che compare con quattro tele su storie mitologiche oggi non rintracciate.

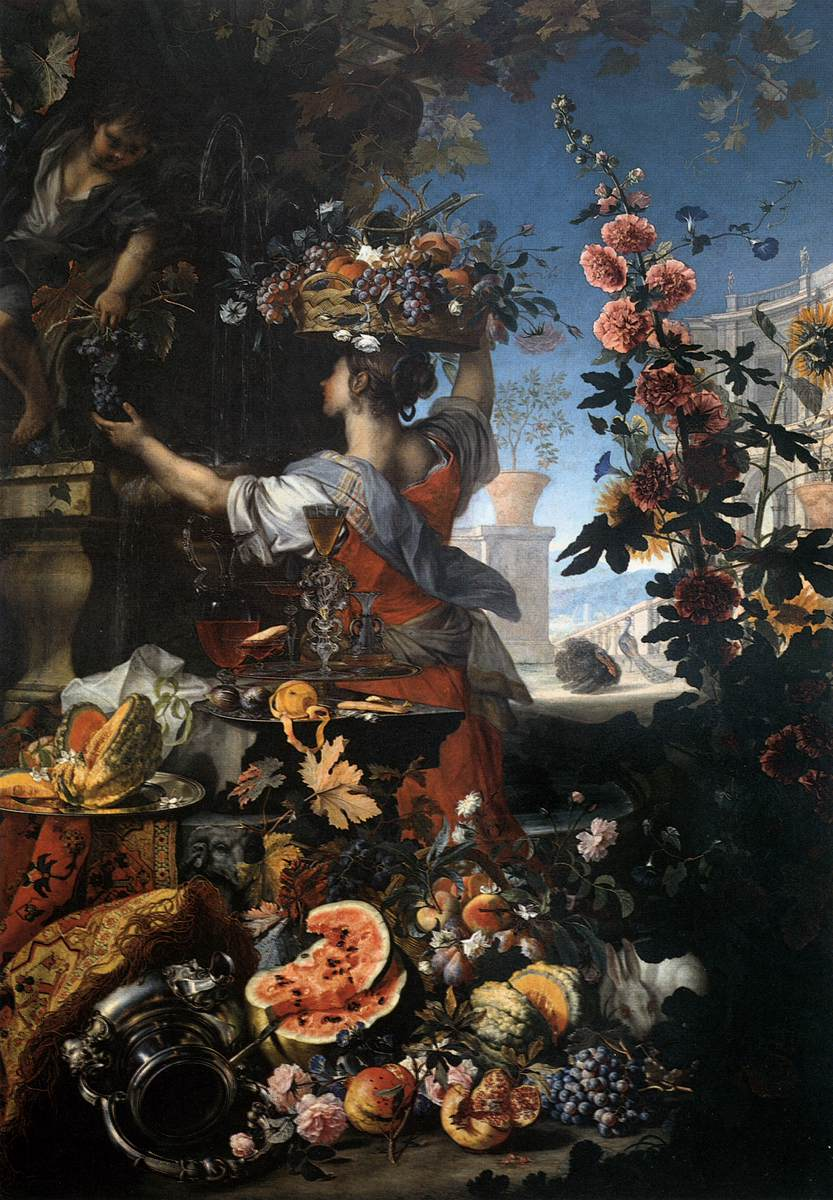
Christian Berentz e Carlo Maratta, Fiori e frutta con una donna che raccoglie l'uva

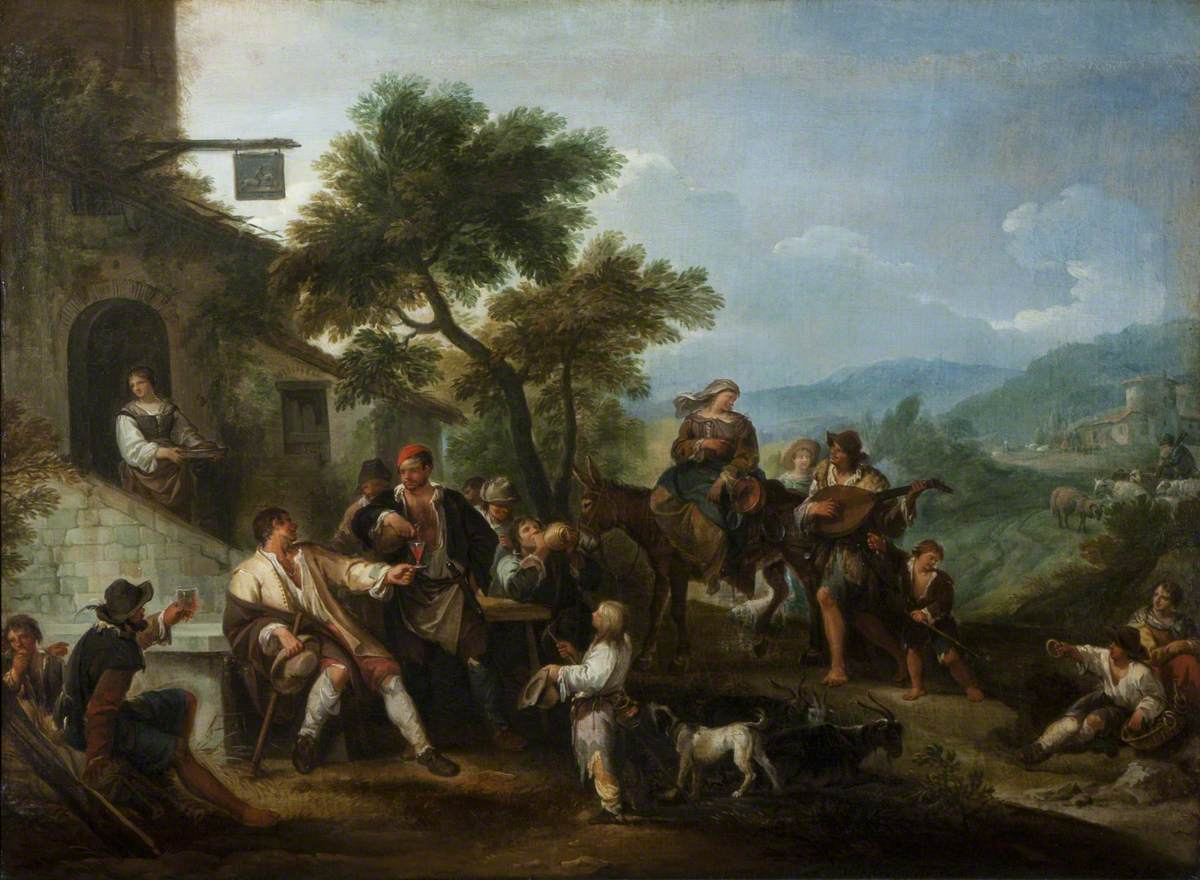
Teodoro Helmbreker, Festa di contadini davanti ad una taverna

I paesaggi così come le bambocciate erano frequenti nella collezione. Alcune vedute del maestro lorense vengono acquistate dal marchese presso l'amico Lorenzo Onofrio Colonna, come il Paesaggio con Psiche abbandonata (oggi a Londra) e un altro, con cui faceva pendant, con torre (oggi non rintracciato ma noto tramite una copia presente nella collezione Pallavicini di famiglia). Viene acquistato in questa fase dalla collezione Colonna anche il grande quadro compiuto a quattro mani da Gaspard Dughet e Carlo Maratta con il Paesaggio con ninfe e Atteone (oggi in collezione Devonshire nella Chatsworth House), dove sono evidenti i rimandi alla Caccia di Diana del Domenichino. Di Monsù Teodoro Helmbreker è invece la Festa di contadini davanti ad una taverna, oggi a Kedleston Hall, mentre di Filippo Lauri è il Viaggio di Giacobbe oggi nelle collezioni reali di Hampton Court. Cristiano Reder è presente nella collezione con svariate opere di piccolo formato, Jan Frans van Bloemen realizza invece molte scene di paesaggi (di cui le uniche tre note oggi tutte a Kedleston).
Anche le nature morte assumono un ruolo cruciale nella costruzione della collezione, la cui mole di opere (per quantità e qualità) è di tale portata da renderla tra le più prestigiose a Roma in quegli anni, di cui un intero settore nel palazzo all'Orso era destinato alle sole opere di questo genere. Il quadro di Christian Berentz (per la parte floreale e l'intera stesura) e Carlo Maratta (per la donna e il bambino) con Fiori e frutta con una donna che raccoglie l'uva (oggi a Capodimonte) costituisce uno dei quadri più gratificanti in tal senso per il marchese, che lo acquista dal pittore per 400 scudi e che gli piacque così tanto da chiederne un pendance allo stesso pittore. 
Intorno al 1692-1695 entrano nella collezione anche i quattro putti marmorei allegorici sulle stagioni di Camillo Rusconi, (oggi in Inghilterra), tra i pochi pezzi di scultura raccolti dal marchese (poiché prediligeva la pittura).
L'ultimo lustro del secolo vede il marchese guardare fuori Roma per le committenze artistiche, da un lato a Carlo Cignani (Giuseppe e la moglie di Putifarre), con cui entrò in contatto durante un soggiorno a Forlì, e Domenico Piola, cui commissionò per circa 600 scudi la grande tela (289×396 cm) di Alessandro Magno che riceve l'omaggio della famiglia di Dario, su cui alla consegna del quadro nel 1695 tramite una lettera inviata al pittore palesò il suo entusiasmo per il lavoro svolto, e l'Ateneo delle Arti, che costituisce un primo tema autocelebrativo del marchese, conscio del prestigio che oramai la sua raccolta aveva raggiunto.
Niccolò Maria diviene "pastore" dell'Accademia dell'Arcadia nel 1692 e accademico d'onore di quella di San Luca nel 1695 assieme alla cugina Maria Camilla, intestataria della collezione Pallavicini di famiglia.

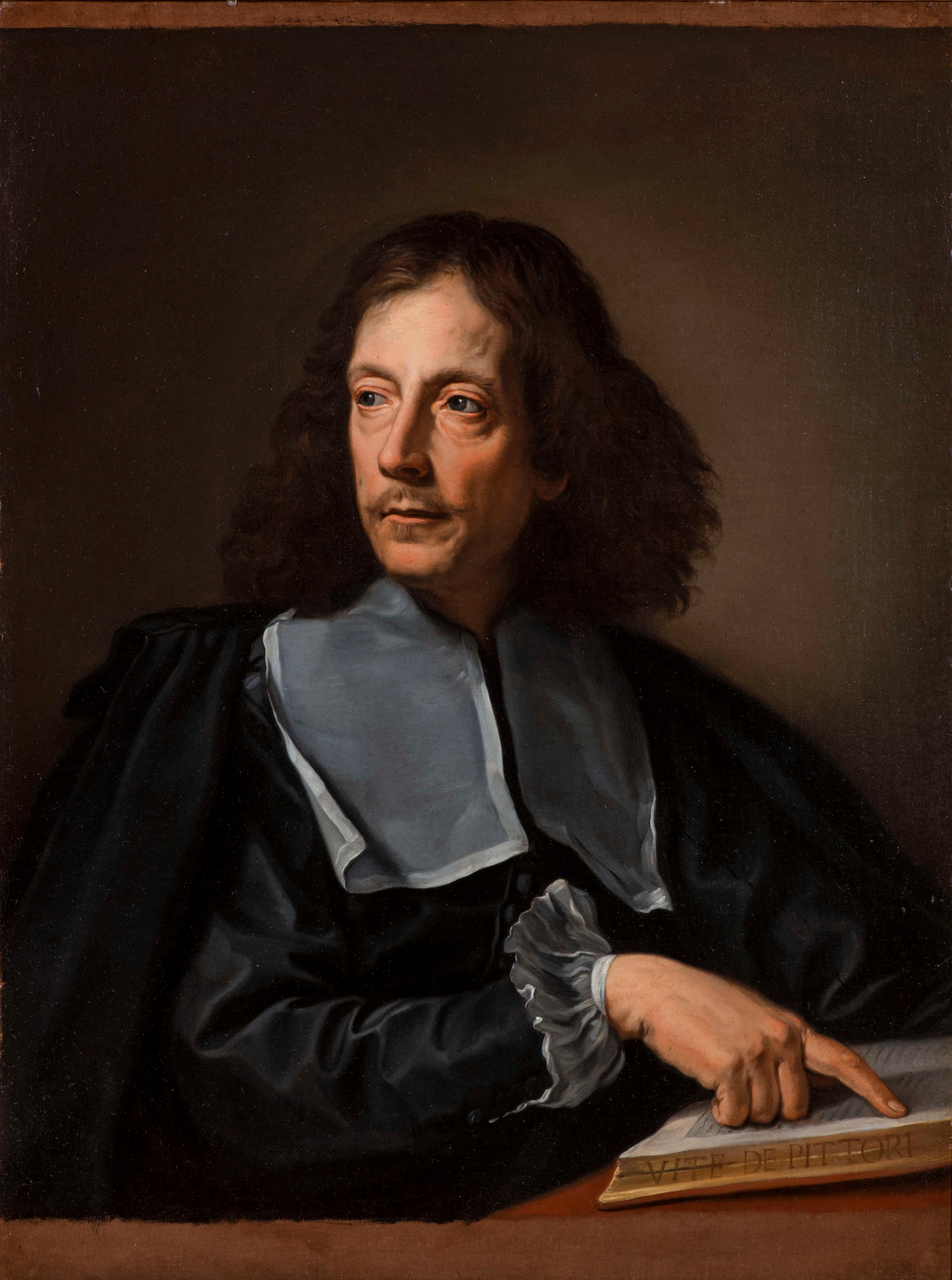
Carlo Maratta, Ritratto di Giovanni Pietro Bellori

Dal 1695 attinge dallo studio di Carlo Maratti diverse opere dei suoi allievi, tra cui una di Giuseppe Bartolomeo Chiari (Andata al Calvario) e una del Procaccini (Orazione nell'orto). Alla morte di Giovanni Pietro Bellori nel 1696 acquista dai suoi eredi il Ritratto che gli fece sempre il Maratta nel 1672 ed anche gli scritti che il biografo fece su Guido Reni, Andrea Sacchi e Carlo Maratta.

### Settecento

#### Niccolò Maria patrono delle arti liberali
Con molta probabilità solo nei primi mesi del Settecento la collezione viene esposta in maniera sistematica nel palazzo all'Orso, poiché Pietro Rossini nella guida alla città del 1693 non ne fa menzione, mentre allo scoccare del XVIII secolo lo stesso vede nuovamente l'appartamento e lo giudica quale «il più bello di Roma in quanto alle rare pitture moderne, e gran pezzi», facendo riferimento in particolare alla sala dell'Udienza, adorna di paesaggi di Dughet e Lorrain.

Il Pallavicini oramai aveva consolidato il suo ruolo di promotore culturale nel panorama romano, allacciando legami sinceri anche con gli artisti del posto, come fu nel 1701 e nel 1708 quando ricopre il ruolo di padrino dei due figli di Jan Frans van Bloemen.

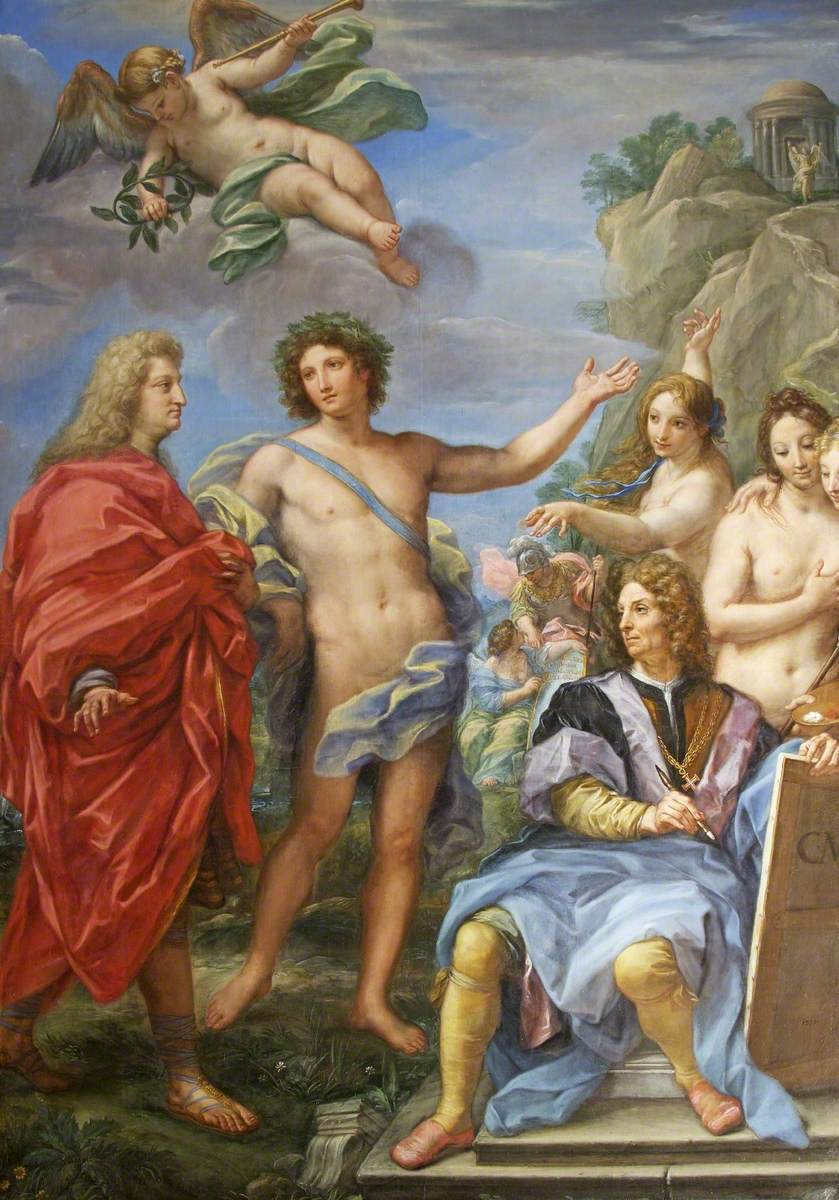
Carlo Maratta, Apollo presenta al marchese Niccolò Maria Pallavicini il Tempio delle arti mentre Carlo Maratta dipinge la scena

Nel 1701 acquista dal Maratti la Flora, di cui la ghirlanda di fiori è realizzata dal von Tamm. Al 1705 risale la commessa dell'opera forse più rappresentativa della collezione, ancora una volta celebrativa dello status di "patrono delle arti" raggiunto e ancora una volta avanzata a Carlo Maratta, al quale viene richiesta l'esecuzione di una scena in cui vi sono i rispettivi ritratti con Apollo che guida il marchese nel tempio delle arti. Nello stesso anno Niccolò tiene a battesimo il primogenito di Faustina, poetessa figlia di Carlo Maratta, a testimoniare il solido legame che intercorreva tra i due, ben oltre il mero rapporto lavorativo. Occasione questa che diviene propizia per acquisire un altro quadro dell'amico e protetto, il Ritratto della figlia come allegoria della Pittura (oggi alla Galleria Corsini di Roma), nonché di comperarne degli altri, tra cui la Sacra Famiglia (cosiddetta Lezione di lettura) e la Madonna col Bambino e san Giovannino, entrambe all'Ermitage di San Pietroburgo.

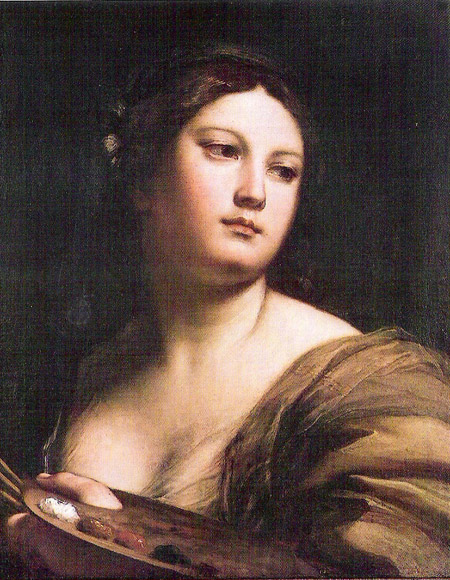
Carlo Maratta, Ritratto della poetessa Faustina come allegoria della Pittura

In un momento di "competizione" con Clemente XI Albani, eletto nel 1700, che intendeva avere la meglio sulle commesse avanzate contestualmente al Maratti, il marchese Pallavicini si dimostra con le ultime acquisizioni di aver saputo coltivare l'amicizia col pittore in maniera sincera, non venendo mai messo in secondo piano dall'artista, neanche a discapito del pontefice massimo.
Nel 1709 Niccolò Maria acquista per 300 scudi dallo scultore Francesco Maratti il busto marmoreo con il Ritratto di Carlo Maratta (i due non avevano alcun rapporto di parentela), replica di quello che lo stesso artista aveva realizzato per la tomba del pittore in Santa Maria degli Angeli a Roma. Nel 1710 Niccolò Maria riceve in dono (senza che le fonti storiche chiariscano il perché) dalla cugina Maria Camilla Pallavicini il quadro di Annibale Carracci del Mangiafagioli, già nella collezione di famiglia e che poi successivamente verrà rigirato alla famiglia Colonna, tutt'oggi nell'omonima collezione sita nel palazzo ai Santi Apostoli di Roma. Poco tempo dopo Niccolò acquista altri due quadri del Carracci, un San Francesco che adora il crocifisso a mezza figura, forse identificabile con quella che è registrata nella collezione Pio di Savoia e dal 1750 ai Musei Capitolini, e una Maddalena penitente, la quale, stando alla descrizione degli antichi inventari, pare richiamare quella in collezione Pamphilj oggi nella Galleria romana omonima. Dal banchiere umbro Francesco Montioni acquista altre svariate opere, soprattutto nature morte.
Al 1713 la collezione contava più di 200 dipinti, costituendo una delle più importanti a gestione personale di Roma. Il pittore più frequente nell'inventario era Carlo Maratta che a quella data figurava con oltre trenta opere. Il Maratta muore nel dicembre dello stesso anno e indica come esecutore testamentario proprio il Pallavicini, che anche per questi motivi si trova a disporre di diverse opere della sua bottega, le quali gli furono lasciate anche in segno di riconoscenza verso la stima che ebbe nei suoi riguardi durante l'attività artistica.

#### La morte di Niccolò Maria (1714)

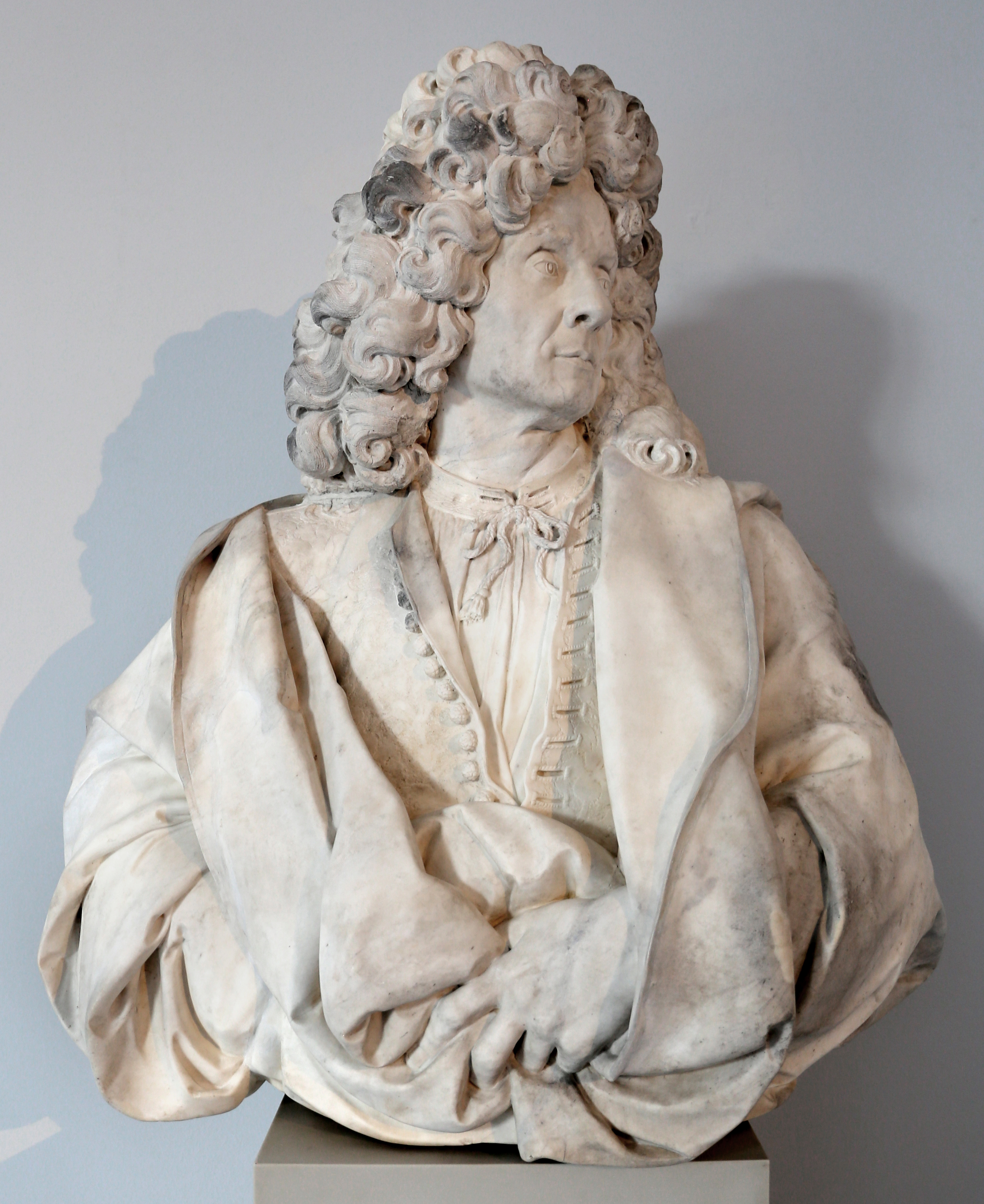
Francesco Maratti, Busto di Carlo Maratta

Niccolò muore improvvisamente nel 1714, pochi mesi dopo il suo pittore prediletto, lasciando una ricca collezione composta di più di cento quadri, particolarmente apprezzata nell'ambiente romano tant'è che, senza testamento e privo di eredi che potessero ottenere la disponibilità delle sue ricchezze, furono in molti a tentare di accaparrarsene la titolarità. Da un lato erano alcuni membri dell'originaria famiglia da Genova, da un altro i nipoti del marchese (della linea Pallavicini-Lomellini) e dall'altro la Camera apostolica che voleva assicurarsi la permanenza a Roma delle opere. Addirittura il re di Francia chiese all'ambasciatore a Roma, Alessandro Grimaldi, nonché redattore dell'inventario dei beni, di avere informazioni sulla collezione di Niccolò Maria e sul suo palazzo, prima che eventuali eredi genovesi ne avanzassero pretese.
Nell'inventario redatto figura tutta la collezione del palazzo all'Orso, con alcune mancanze poiché verosimilmente già dismesse in anni precedenti (ad esempio il grande quadro delle Niobidi di Giacinto Brandi, che forse di chiara matrice naturalista stonava con il filo conduttore classicista che invece univa le altre opere della collezione). La collezione si componeva anche di mobili e arredi, di argenti (soprattutto di Giovanni Giardini), di gemme e di stoffe provenienti per lo più da Genova.

Seppur nel testamento vengono inventariate solo otto quadri di Jan Frans van Bloemen, le sue opere per il Pallavicini trovano speciale menzione nella biografia coeva del pittore redatta da Nicolò Pio nel 1716, dove anziché elencare i circa ottanta dipinti della collezione Colonna di Filippo II, lo scrittore fa riferimento a quelli della collezione del marchese Pallavicini di palazzo all'Orso (che verosimilmente erano in quantità pressoché vicina), giudicandola la più esplicativa dell'artista fiammingo.

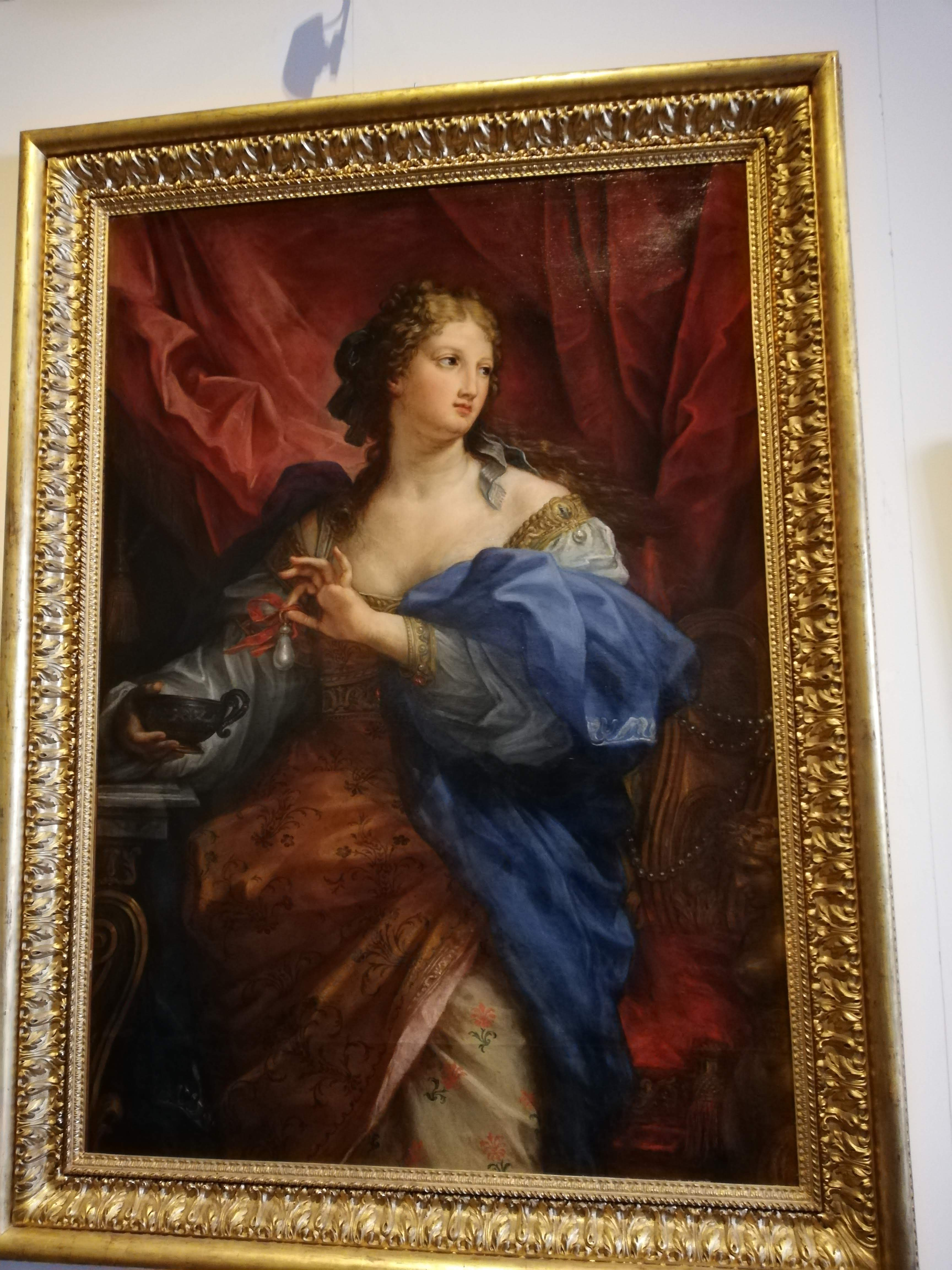
Carlo Maratta, Cleopatra che scioglie la perla

La morte di Niccolò Maria ferma anche il suo intento di creazione di un'Accademia, che infatti non fece tempo a costituire arenando definitivamente il progetto.

#### La disputa ereditaria vinta dalla famiglia Arnaldi (1714-1719)
L'eredità Pallavicini vede avere la meglio la famiglia fiorentina degli Arnaldi; tuttavia la sentenza definitiva non sarà immediata, pertanto fino alla decisione finale la collezione viene tenuta a disposizione di papa Clemente XI il quale la lascia visibile e aperta al pubblico al palazzo all'Orso come fosse un museo.
In prima battuta si pensava che i legittimi eredi sarebbero stati, per via di estesi legami di parentela, i nipoti genovesi Carlo Lomellini e Giovanni Stefano Pallavicini, casualmente figli delle sorelle dello stesso Grimaldi, rispettivamente Livia e Maddalena. Qualche mese dopo compare invece nella disputa un certo Tommaso Niccolò Maria Arnaldi che ne rivendica la titolarità in virtù del fatto che fosse figlio di Maria Girolama Calcia de Gregorij, donna in contatto costante tramite missive per quasi gli ultimi trent'anni di vita del marchese.
Manca agli archivi il documento che permette di stabilire con assoluta certezza la motivazione che porta alla vittoria della donna nella contesa, tuttavia il fatto che Tommaso l'abbia spuntata sui parenti genovesi ancorché il suo nome completo includeva "Niccolò Maria", lascia pensare che questi potesse essere stato un figlio illegittimo del marchese, che invece non ne aveva di naturali. La rivendicazione della titolarità fu a beneficio esclusivo di Maria Girolama, l'unica avente il diritto legale di designazione, poiché né il marito Giovan Domenico né Tommaso Niccolò Maria Arnaldi né tantomeno gli altri due figli che ebbe la coppia, potevano vantare alcunché.
La questione ereditaria viene definitivamente risolta nel 1719 con l'aggiudicazione della collezione a Maria Girolama: nello stesso anno il marito Giovan Domenico è a Roma presso l'abitazione del marchese Pallavicini, da cui partono i primi pezzi della collezione alla volta di Firenze.

#### Lo smembramento della collezione (post1719)

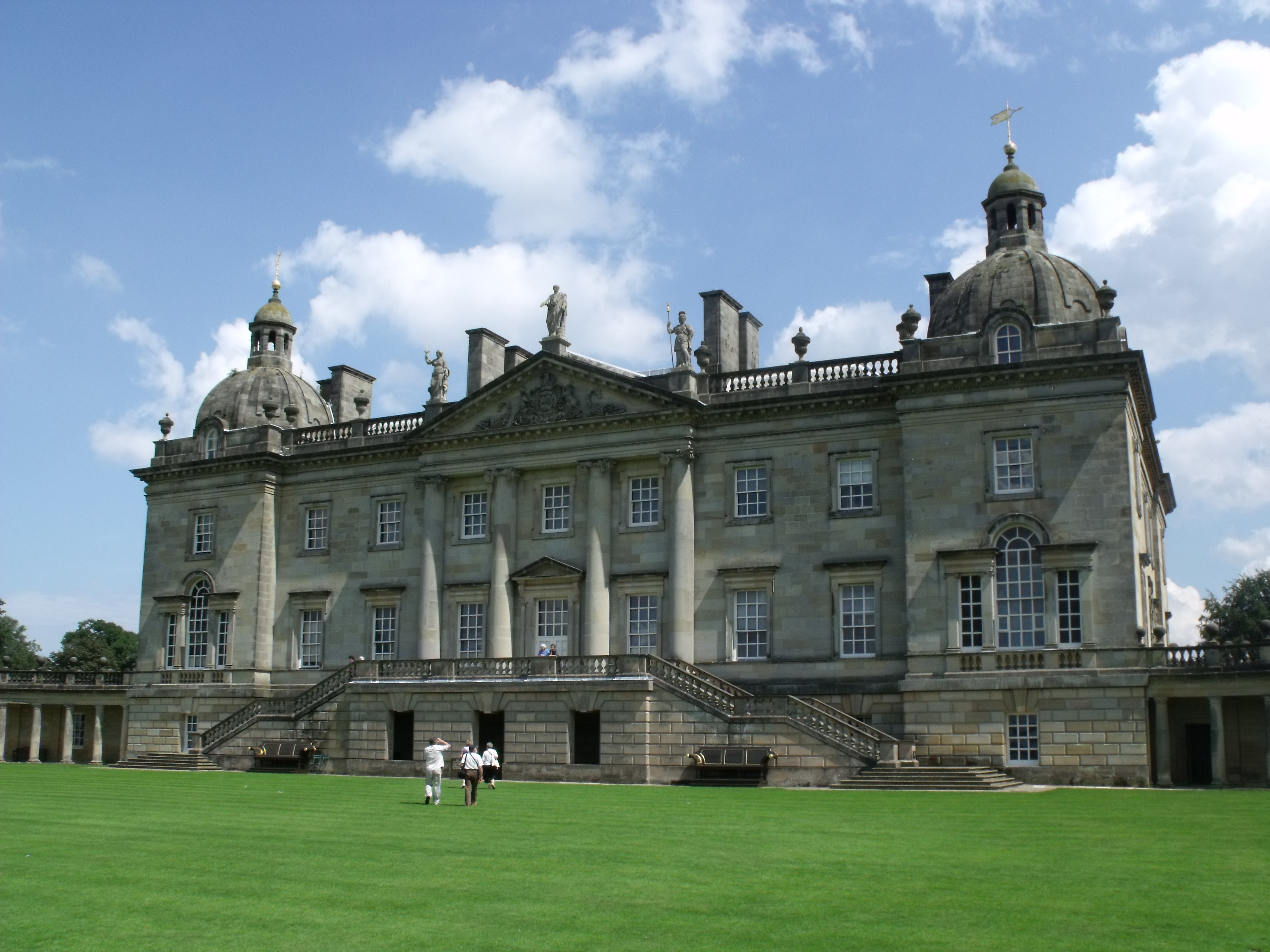
Houghton Hall, dove furono collate le opere della collezione acquistate (1737-1740) da Robert Walpole

Le opere della collezione di Niccolò Maria Pallavicini restano nel palazzo romano almeno fino al 1722, quando i due Jonathan Richardson, sia il Vecchio che il Giovane (padre e figlio), visitano gli appartamenti apprezzandone particolarmente i dipinti paesaggisti del Lorrain, del Poussin ed anche di Salvator Rosa, mentre un anno prima, nel 1721, è Edward Wright che visita lo stabile assieme al visconte di Ewelme Lord George Parker prendendo nota della collezione d'arte.
Gli Arnaldi riescono a esportare fuori dallo Stato Pontificio i beni raccolti dal marchese Pallavicini nel decennio 1720-1730. Le opere sono quindi prima portate a Firenze, dove viveva la famiglia, e poi immesse nel mercato per motivi finanziari e anche di spazio (la raccolta era smisurata rispetto all'abitazione), confluendo da lì a breve in svariate collezioni europee, soprattutto quelle germaniche di Augusto III di Polonia e Federico II di Prussia (oggi a Potsdam), e quelle inglesi del principe del Galles Federico Luigi di Hannover e di altri nobili, in particolare Walpole (un tempo a Houghton poi trasferita a San Pietroburgo), Hoare (oggi a Stourhead) e Curzon (oggi a Kedleston).

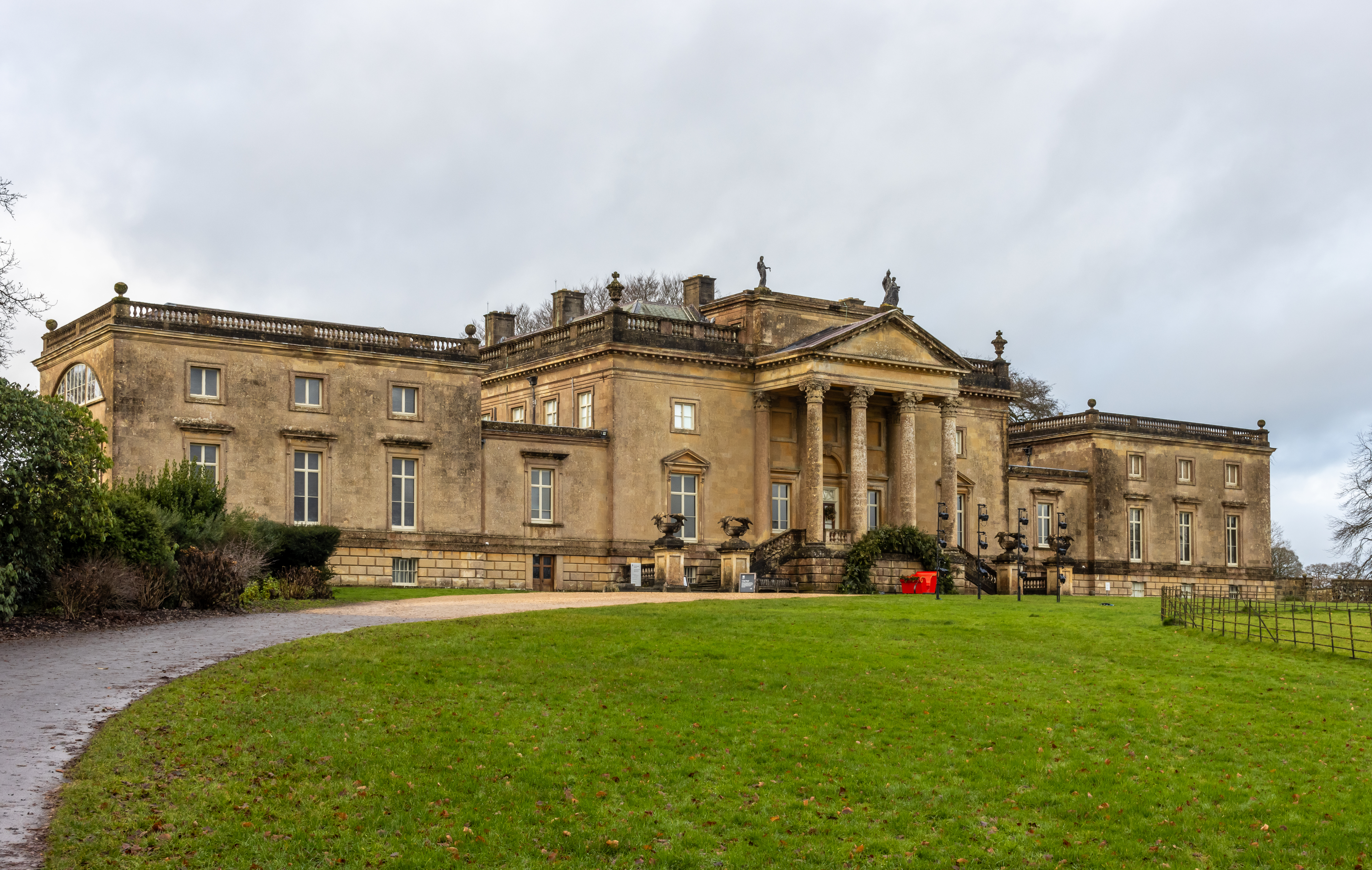
Stourhead House, dove furono collate le opere della collezione acquistate (1758) da Henry Hoare II

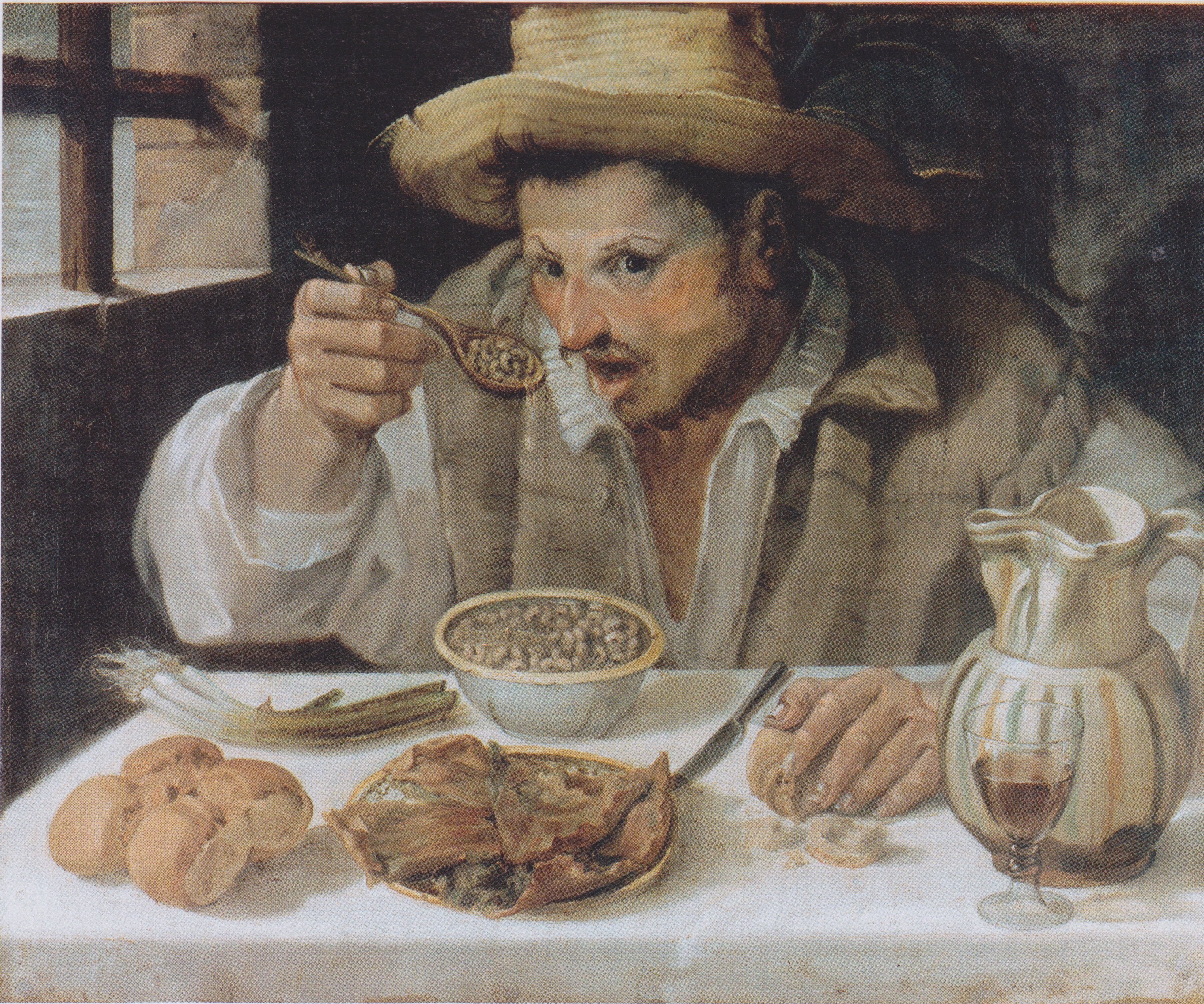
Annibale Carracci, Mangiafagioli

Le vendite cicliche di alcune opere diventano invece doverose per rispondere alle esigenze quotidiane della famiglia, la quale essendo di umili origini, per completare la scalata nella società fiorentina necessitava di denaro costante che divenne utile per comperare il titolo di marchese, creare lo stemma familiare, finanziare i lavori della cappella gentilizia nella chiesa di San Giovannino degli Scolopi, commissionare opere per rimpinguare la depauperata collezione e infine comperare un palazzo di famiglia, cosa che avviene nel 1728 al centro di Firenze, nei pressi del duomo, di fronte a quello Martelli, poi distrutto nell'Ottocento. Il Mangiafagioli del Carracci viene acquistato dalla famiglia Colonna. Nella collezione Brignole Sale di Genova finisce nel 1728 il Riposo durante la fuga in Egitto di Carlo Maratta e Niccolò Berrettoni.
A partire dalla fine degli anni '20 del Settecento, per via del dispendioso nuovo tenore di vita raggiunto, la famiglia è costretta a monetizzare non più con vendite di pezzi singoli, ma mediante l'alienazione di interi blocchi di opere. Robert Walpole acquista un primo grosso lotto di quadri, soprattutto del Maratta, i cui pezzi vengono portati nella Houghton Hall, tuttavia successivamente venduti a loro volta intorno al 1779 a Caterina II di Russia (quindi oggi a San Pietroburgo) per via dei debiti contratti dal nobile.
Tra il 1743 e il 1747 avviene tuttavia una seconda importante vendita della collezione, questa volta ai sovrani di Polonia e Prussia, rispettivamente Augusto III e Federico II, quest'ultimo che si accaparra il Romolo e Remo del Maratta e il Coriolano di Ciro Ferri.

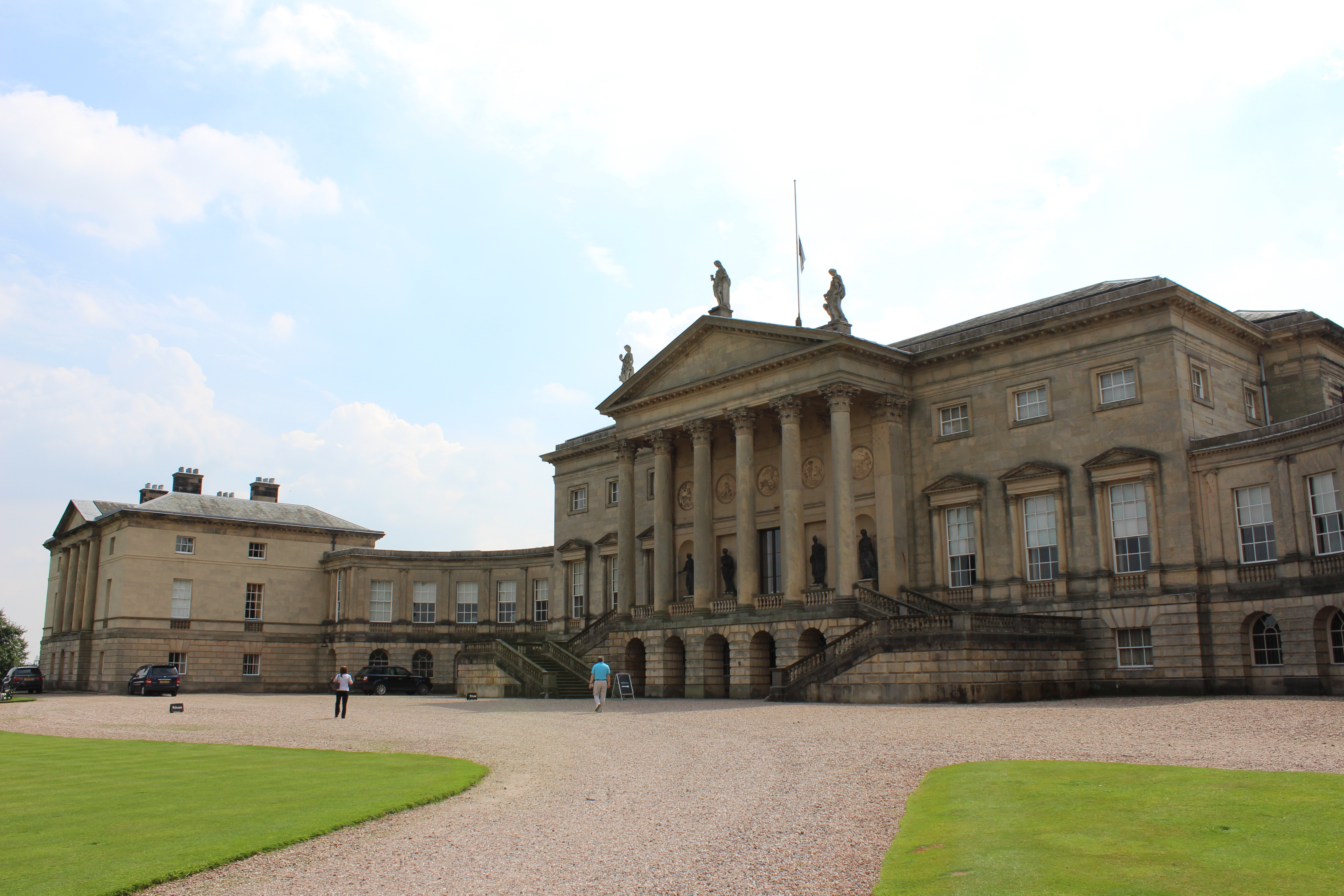
Kedleston Hall, dove furono collate le opere della collezione acquistate (1759) da Nathaniel Curzon lord di Scarsdale

Alla data del 1749 restano circa cento quadri della collezione originaria di Niccolò Maria Pallavicini nella residenza fiorentina, tra cui quello di Christian Berentz e Carlo Maratta della Natura morta con fiori e donna che raccoglie l'uva. Tuttavia i tre figli di Tommaso, non disponendo di alcun introito all'infuori delle rendite derivanti dalle vendite dei quadri, inaspriscono lo smembramento della collezione alienando il resto dei pezzi, nonostante il fatto che Richecourt avesse reso ancor più aspra la legge che vietava le esportazioni delle opere d'arte all'infuori di Firenze.
Nel 1758 il banchiere Henry Hoare II acquista, tramite la mediazione di Sir Horace Mann, un terzo blocco di opere della collezione Pallavicini di Niccolò, in particolare i paesaggi del Lorrain e di Poussin (oggi identificabili con tele ascritte per lo più a Dughet) ma soprattutto il capolavoro della collezione, ossia il Tempio della Virtù del Maratta, comperato per 900 corone.
L'anno seguente si completa lo smembramento con la cessione di un ulteriore blocco di circa trenta opere al Lord di Scarsdale, Sir Nathaniel Curzon. Le opere vengono trasferite questa volta clandestinamente, per via mare imbarcandosi dal porto franco di Livorno: la Venere, il Davide e Golia (che però non partì mai a causa dei danni subiti dall'alluvione del 1759 che la danneggiò seriamente, pertanto sostituita da un Trionfo di David di Matteo Rosselli), il San Giovanni Battista tutte del Maratta. Contrariato a questo lotto di vendita, il principe Filippo Corsini (1706-1767) esprime il proprio dissenso verso l'intermediario in Italia delle trattative, William Kent, il quale viene tacciato di non averlo interpellato nella vicenda, potendo egli evitare che i dipinti finissero in Inghilterra.
Lord Spencer acquista in questa fase il Ritratto di Pasqualini di Andrea Sacchi per 2.000 corone.
La famiglia Arnaldi viene menzionata per la collezione di pitture fino alle guide del 1765 e del 1771, mentre nel 1809 il casato fiorentino si estingue per mancanza di eredi. Ciò che rimane a Firenze dell'originaria collezione di Niccolò Maria Pallavicini viene col tempo svenduto da chi gestisce la successione dei beni, come fu per il busto marmoreo del marchese di Francesco Maratti, ceduto nel 1873 al museo di Berlino.

## Elenco delle opere (non completo)

### Dipinti e sculture

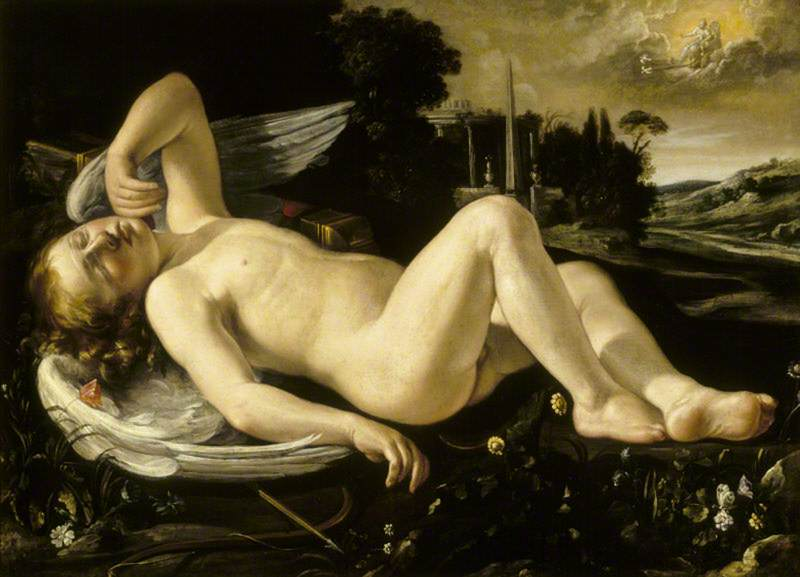
Orazio Riminaldi, Cupido dormiente

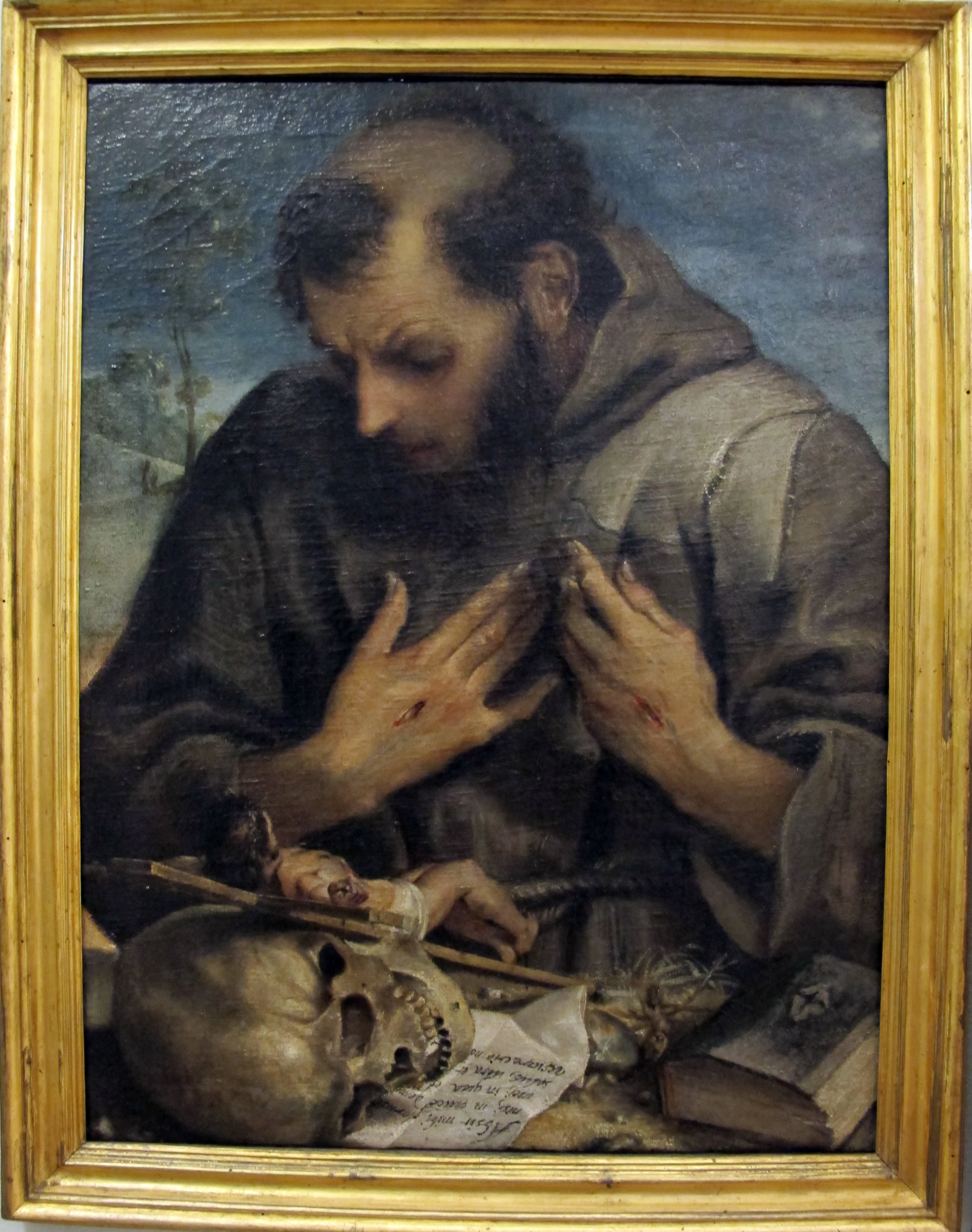
Annibale Carracci, San Francesco adora il crocifisso

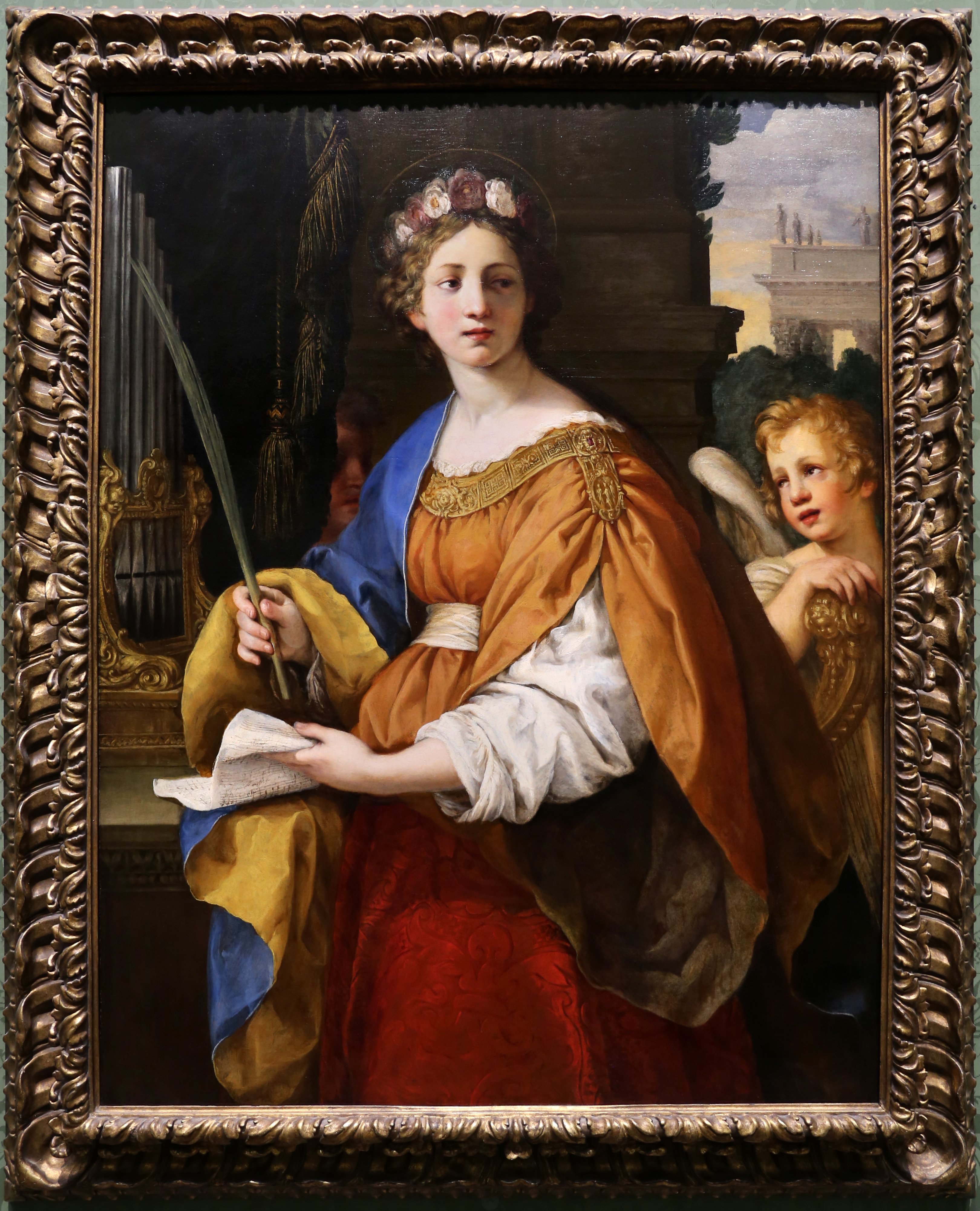
Pietro da Cortona, Santa Cecilia

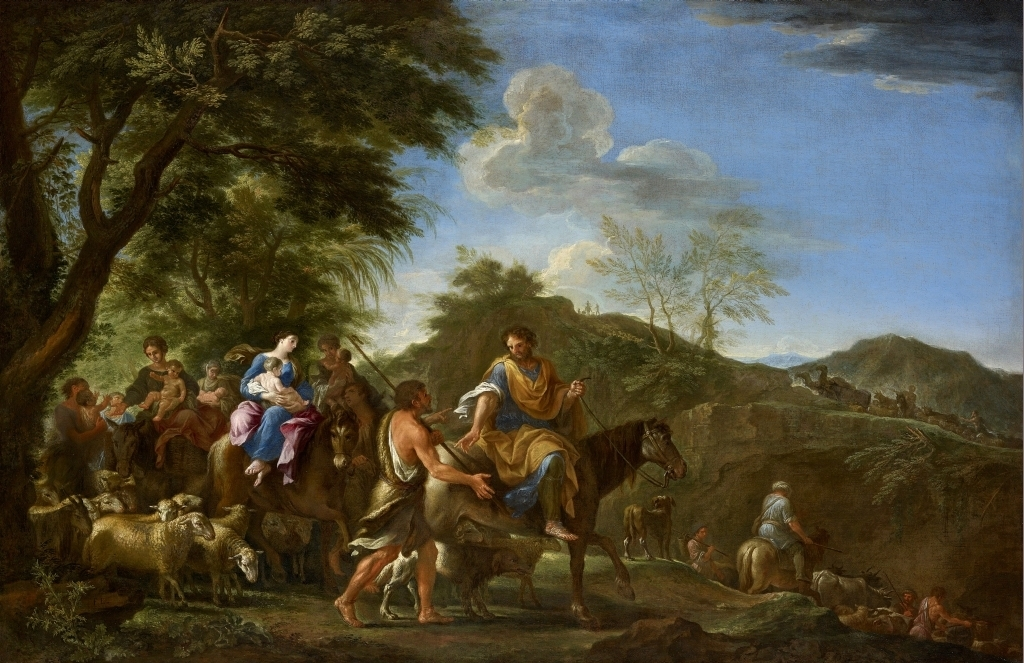
Filippo Lauri, Viaggio di Giacobbe

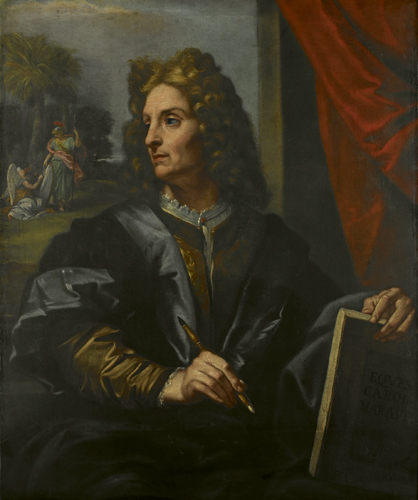
Carlo Maratta, Autoritratto

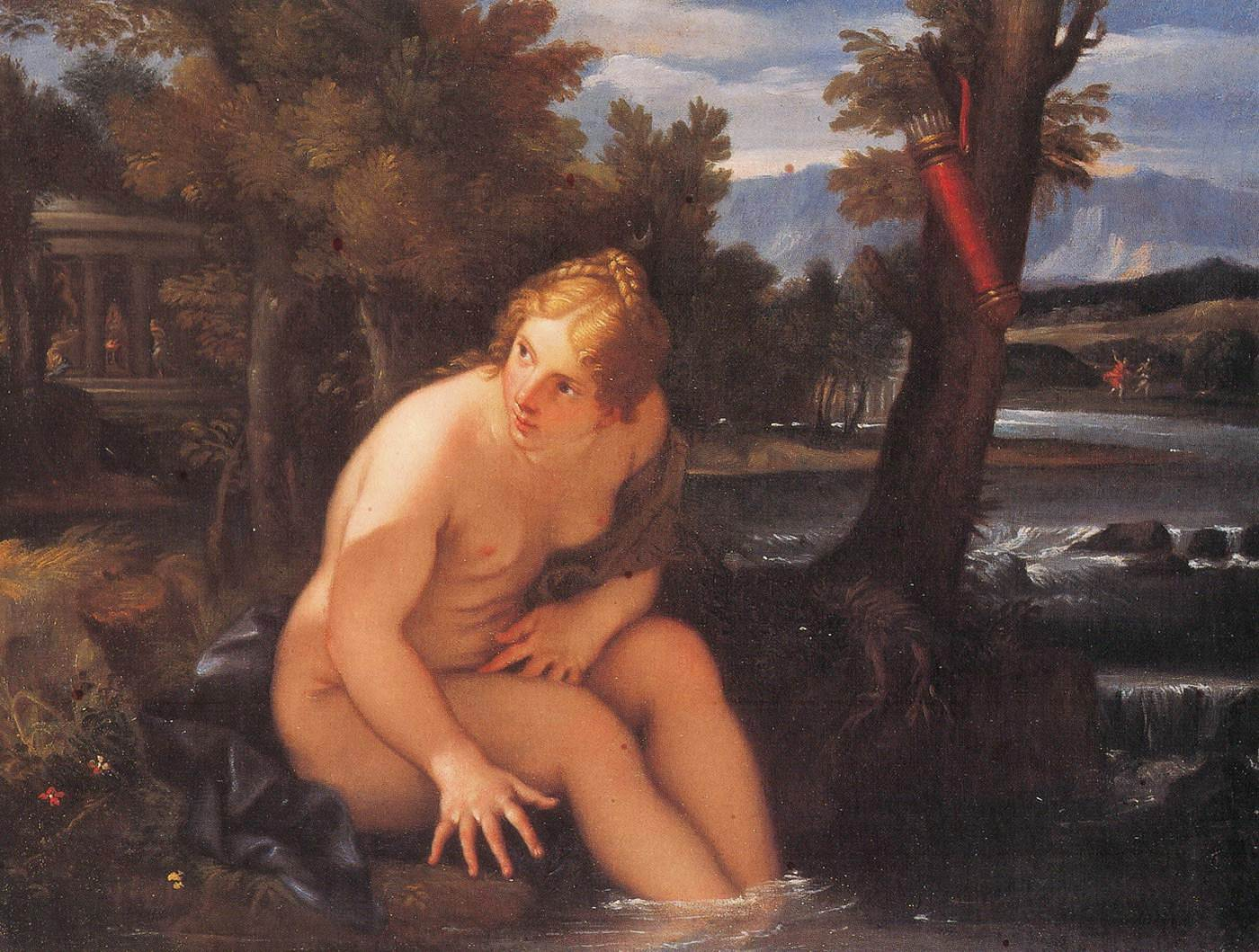
Carlo Maratta, Bagno di Diana

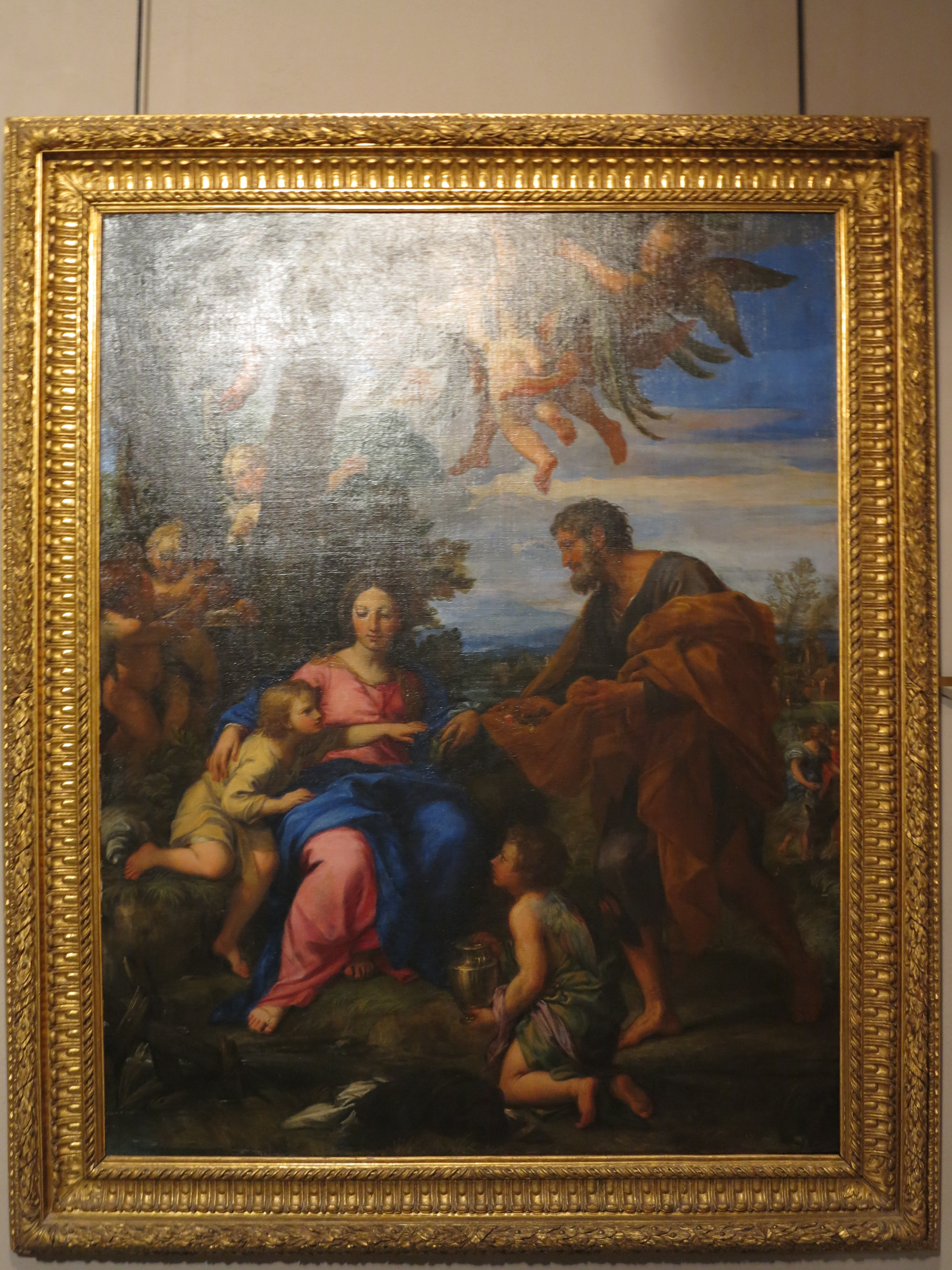
Carlo Maratta, Riposo durante la fuga in Egitto

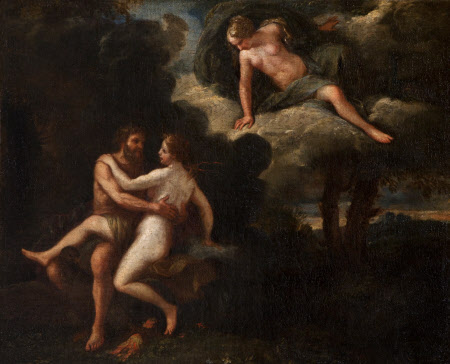
Andrea Sacchi e bottega, Giove e Io spiati da Giunone

- Anonimo (seguace di Raffaello del 1530 circa), Marie al sepolcro di Cristo, non rintracciato
- Baciccio, Continenza di Scipione, non rintracciato
- Christian Berentz e Carlo Maratta, Fiori e frutta con una donna che raccoglie l'uva, Museo di Capodimonte, Napoli
- Jan Frans van Bloemen e Carlo Maratta, Paesaggio con pastori, collezione Scarsdale, National Trust for Places of Historic Interest or Natural Beauty, Kedleston Hall
- Jan Frans van Bloemen e Carlo Maratta, Paesaggio con pastori e bestiame, collezione Scarsdale, National Trust for Places of Historic Interest or Natural Beauty, Kedleston Hall
- Jan Frans van Bloemen e Carlo Maratta, Paesaggio con viandanti, collezione Scarsdale, National Trust for Places of Historic Interest or Natural Beauty, Kedleston Hall
- Giacinto Brandi, Eremita, non rintracciato
- Giacinto Brandi, Testa di cherubino, non rintracciato
- Christian Berentz e Carlo Maratta, Natura morta con donna che raccoglie l'uva, Museo dell'Ermitage, San Pietroburgo
- Charles Le Brun, Battaglia, non rintracciato
- Annibale Carracci, Mangiafagioli, palazzo Colonna, Roma (già nella collezione Pallavicini di famiglia, poi ricevuta in dono da Maria Camilla e successivamente trasferita nella collezione Colonna)
- Annibale Carracci, San Francesco adora il crocifisso, Musei Capitolini, Roma (forse identificabile con quella che è poi nella collezione Pio di Savoia e che confluisce nel museo romano nel 1750)
- Annibale Carracci (bottega di), Maddalena penitente, collezione Scarsdale, National Trust for Places of Historic Interest or Natural Beauty, Kedleston Hall (replica del dipinto in collezione Pamphilj)
- Giuseppe Bartolomeo Chiari, Agar e Ismael nel deserto, ubicazione ignota
- Giuseppe Bartolomeo Chiari, Andata al Calvario, Burghley House Collection, Stamford
- Giuseppe Bartolomeo Chiari, Betsabea al bagno, ubicazione ignota
- Giuseppe Bartolomeo Chiari, Ritratto di Carlo Maratta (copia dell'Autoritratto del Maratta),
- Carlo Cignani, Giuseppe e la moglie di Putifarre, Statenmuseum, Copenaghen
- Viviano Codazzi, Paesaggio con architettura prospettica, non rintracciato
- Pietro da Cortona, Santa Cecilia, National Gallery, Londra
- Gaspard Dughet e Carlo Maratta, Paesaggio con ninfe e Atteone, collezione Devonshire, Chatsworth House (già in collezione Colonna)
- Gaspard Dughet, Giona salvato dalla balena nella tempesta, Royal Collection, Hampton Court
- Gaspard Dughet, Paesaggio, collezione Hoare, Stourhead House
- Gaspard Dughet, Paesaggio con Euridice, collezione Hoare, Stourhead House
- Antoon van Dyck, Suonatore di violino, non rintracciato
- Ciro Ferri, Agar scacciata da Abramo, collezione Scarsdale, National Trust for Places of Historic Interest or Natural Beauty, Kedleston Hall (già in collezione Massimo)
- Ciro Ferri, Eliseo e la vedova, collezione Scarsdale, National Trust for Places of Historic Interest or Natural Beauty, Kedleston Hall (già in collezione Massimo)
- Ciro Ferri, Vettura e Volumnia davanti a Coriolano, palazzo di Sanssouci, Potsdam
- Grechetto, Scene con animali ×3, non rintracciati
- Giovanni Francesco Grimaldi, Paesaggio,  collezione Hoare, Stourhead House
- Teodoro Helmbreker, Festa di contadini davanti ad una taverna, collezione Scarsdale, National Trust for Places of Historic Interest or Natural Beauty, Kedleston Hall
- Filippo Lauri, Viaggio di Giacobbe, collezioni reali, Hampton Court
- Claude Lorrain, Paesaggio con Psiche abbandonata, National Gallery, Londra (già in collezione Colonna)
- Claude Lorrain, Paesaggio con torre, non rintracciato
- Carlo Maratta, Aci e Galatea, non rintracciato
- Carlo Maratta, Addolorata, forse identificabile con quella in collezione Marquiss Lothian a Melbourne Hall o con quella in collezione privata Manenti di Roma (il dubbio sorge per il fatto che una tela identica coeva era in collezione Ottoboni)[[10]
- Carlo Maratta, Autoritratto, Museo reale delle belle arti del Belgio, Bruxelles
- Carlo Maratta, Bagno di Diana, collezione privata
- Carlo Maratta, Ballo di Miriam, collezione privata romana
- Carlo Maratta, Battaglia tra israeliti e filistei, non rintracciato
- Carlo Maratta, Cleopatra che scioglie la perla, Museo nazionale di Palazzo Venezia, Roma
- Carlo Maratta, Cristo e la samaritana al pozzo, collezione privata
- Carlo Maratta, David e Golia, non rintracciato
- Carlo Maratta e Franz Werner Tamm, Flora, ubicazione ignota
- Carlo Maratta, Giaele uccide Sisara, Accademia di San Luca, Roma
- Carlo Maratta, Giosuè indica il Sole e la Luna, Fondazione Bemberg, Tolosa
- Carlo Maratta e bottega, Giuditta e Oloferne, castello di Buckeburg
- Carlo Maratta, Giudizio di Paride, Palazzo di Caterina, Puškin
- Carlo Maratta, Madonna col Bambino (cosiddetta dell'Orologio), collezione Scarsdale, National Trust for Places of Historic Interest or Natural Beauty, Kedleston Hall
- Carlo Maratta, Madonna col Bambino e san Giovannino, Museo dell'Ermitage, San Pietroburgo
- Carlo Maratta e Franz Werner von Tamm, Putti e ghirlanda con fiori (×4), non rintracciati
- Carlo Maratta e bottega, Riposo durante la fuga in Egitto, Museo dell'Ermitage, San Pietroburgo
- Carlo Maratta, Riposo durante la fuga in Egitto, Museo di Palazzo Rosso, Genova
- Carlo Maratta, Ritratto del marchese Niccolò Maria Pallavicini guidato da Apollo nel tempio delle arti con autoritratto del Maratta, collezione Hoare, Stourhead House
- Carlo Maratta, Ritratto della poetessa Faustina come allegoria della Pittura, Galleria Corsini, Roma
- Carlo Maratta, Ritratto di Giovanni Pietro Bellori, collezione privata, Roma
- Carlo Maratta, Ritratto di papa Clemente IX Rospigliosi, Museo dell'Ermitage, San Pietroburgo
- Carlo Maratta, Romolo e Remo esposti sul Tevere, palazzo di Sanssouci, Potsdam
- Carlo Maratta, Sacra Famiglia (cosiddetta Lezione di lettura), Museo dell'Ermitage, San Pietroburgo
- Carlo Maratta, San Giovanni Battista, collezione Scarsdale, National Trust for Places of Historic Interest or Natural Beauty, Kedleston Hall (già in collezione Massimo)
- Carlo Maratta e aiuti, San Nicola di Bari e i tre fanciulli con lo schiavo liberato, chiesa di Santa Faustina, Camerano
- Carlo Maratta, Venere, disegno a carboncino e sanguigna su cartone, non rintracciato (già in collezione Scarsdale alla Kedleston Hall, venduto poi nel 1980)
- Carlo Maratta, Vettura e Volumnia davanti a Coriolano, palazzo di Sanssouci, Potsdam
- Carlo Maratta, Visione di san Giovanni Evangelista a Patmos, Rijksmuseum, Amsterdam
- Francesco Maratti, Busto di Carlo Maratta, scultura, Staatliche Museen, Berlino (replica di quello che realizzò nella tomba del pittore in Santa Maria degli Angeli a Roma)
- Filippo Napoletano, Battaglia, non rintracciato
- Domenico Piola, Alessandro Magno che riceve l'omaggio della famiglia di Dario, non rintracciato (un modello del dipinto con lievi differenze è al palazzo Bianco di Genova)
- Domenico Piola, Allegoria delle Arti, non rintracciato (un modello del dipinto con lievi differenze è al palazzo Bianco di Genova)
- Andrea Procaccini (attribuito), Orazione nell'orto, Burghley House
- Orazio Riminaldi, Cupido dormiente, collezione Scarsdale, National Trust for Places of Historic Interest or Natural Beauty, Kedleston Hall (già attribuito a Guido Reni)
- Francesco Roos il Vecchio, Paesaggio con animali e pastori, non rintracciato
- Salvator Rosa, Ritratto di filosofo, collezione Scarsdale, National Trust for Places of Historic Interest or Natural Beauty, Kedleston Hall
- Matteo Rosselli, Trionfo di David, collezione Scarsdale, National Trust for Places of Historic Interest or Natural Beauty, Kedleston Hall
- Camillo Rusconi, Putti allegorici delle quattro stagioni, scultura, Collezioni reali, Buckingham Palace
- Andrea Sacchi e bottega, Giove e Io spiati da Giunone, collezione Scarsdale, National Trust for Places of Historic Interest or Natural Beauty, Kedleston Hall
- Andrea Sacchi, Allegoria dell'Inverno, collezione Scarsdale, National Trust for Places of Historic Interest or Natural Beauty, Kedleston Hall
- Andrea Sacchi (bottega di), Giobbe fustigato dal demonio nel letamaio, olio su tela, 155×93 cm, palazzo Pallavicini Rospigliosi (collezione Coldiretti), Roma
- Andrea Sacchi, Ritratto di Marcantonio Pasqualini incoronato da Apollo, Metropolitan Museum of Art, New York (già in collezione Barberini)
- Tintoretto, Ritratto maschile, non rintracciato
- Francesco Trevisani, Giuseppe venduto dai fratelli, National Gallery of Victoria, Melbourne
- Karen van Vogelaer, Natura morta (×2), non rintracciati

## Albero genealogico degli eredi della collezione
Segue un sommario albero genealogico degli eredi della collezione di Niccolò Maria Pallavicini, dove sono evidenziati in grassetto gli esponenti della famiglia che hanno ereditato, custodito, o che comunque sono risultati influenti nelle dinamiche inerenti alla collezione d'arte. Per semplicità, il cognome Pallavicini viene abbreviato a "P.".
|                                                                            |                                                                            | | | | |                                                               |                                                               |                                |
|                                                                            |                                                                            | | Niccolò P. (sposato con Maria Lomellini) | | |                                                               |                                                               |                                |
|                                                                            |                                                                            | | | | |                                                               |                                                               |                                |
|                                                                            |                                                                            | | | | |                                                               |                                                               |                                |
| Lazzaro P. (1602/3-1680) (fu l'iniziatore della collezione P. di famiglia) | Lazzaro P. (1602/3-1680) (fu l'iniziatore della collezione P. di famiglia) | Giovanni Stefano P. (...-...) | Giovanni Stefano P. (...-...) | | Carlo P. (1612-1668) | Carlo P. (1612-1668)                                          | ...e altri 20 fratelli/sorelle                                | ...e altri 20 fratelli/sorelle |
|                                                                            |                                                                            | | | | |                                                               |                                                               |                                |
|                                                                            |                                                                            | | | | |                                                               |                                                               |                                |
|                                                                            |                                                                            | Maria Camilla P. (...-...) (sposata con Giovanni Battista Rospigliosi, fu investita del vincolo fidecommissario istituito dallo zio Lazzaro che vincolava la raccolta di famiglia alla secondogenitura maschile) | Maria Camilla P. (...-...) (sposata con Giovanni Battista Rospigliosi, fu investita del vincolo fidecommissario istituito dallo zio Lazzaro che vincolava la raccolta di famiglia alla secondogenitura maschile) | Niccolò Maria P. (1650-1714) (figlio illegittimo, fu banchiere e dal 1675 marchese) | Niccolò Maria P. (1650-1714) (figlio illegittimo, fu banchiere e dal 1675 marchese) | Nicola Saverio P. (1654-1679) (sposato con Flaminia Pamphilj) | Nicola Saverio P. (1654-1679) (sposato con Flaminia Pamphilj) |                                |
|                                                                            |                                                                            | | | | |                                                               |                                                               |                                |
|                                                                            |                                                                            | | | | |                                                               |                                                               |                                |
|                                                                            |                                                                            | Dalla sua linea ebbero seguito sia la collezione P. di famiglia che la collezione Rospigliosi. | Dalla sua linea ebbero seguito sia la collezione P. di famiglia che la collezione Rospigliosi. | Senza prole, la collezione fu ereditata da Maria Gerolama de Gregorj (presunta madre di un figlio illegittimo del marchese P.) e da lei alla famiglia Arnaldi di Firenze, che tra il 1730 e il 1760 avviò la dismissione dell'intera collezione. | Senza prole, la collezione fu ereditata da Maria Gerolama de Gregorj (presunta madre di un figlio illegittimo del marchese P.) e da lei alla famiglia Arnaldi di Firenze, che tra il 1730 e il 1760 avviò la dismissione dell'intera collezione. |                                                               |                                                               |                                |